# Impero bizantino
L'Impero romano d'Oriente (in latino Imperium Romanum pars Orientis; in greco antico: Βασιλεία  Ῥωμαίων?, Basilèia Romàion, "Regno dei Romani"), detto anche Impero bizantino, è stato un impero di cultura prevalentemente greca, separatosi dalla parte occidentale, di cultura quasi esclusivamente latina, dopo la morte di Teodosio I nel 395.
L'impero romano, in seguito a una lunga crisi, la sua conquista da parte di crociati e veneziani nel 1204 e la sua restaurazione nel 1261, cessò definitivamente di esistere nel 1453 (conquista di Costantinopoli da parte dei turchi ottomani guidati da Maometto II). Morea e Trebisonda sopravvivono come stati superstiti bizantini fino alla loro annessione all’Impero Ottomano, rispettivamente nel 1460 e nel 1461.

## Denominazioni moderna e antica
Il termine Impero romano d'Oriente è stato utilizzato a partire dal dominato dell'imperatore Valente, assieme a Impero romano d'Occidente. Impero bizantino, utilizzato dagli studiosi moderni e contemporanei, è stato introdotto in occidente a partire dal XVIII secolo dagli Illuministi, quando lo Stato era ormai scomparso da circa tre secoli, con il preciso scopo d'evidenziarvi, seppure con una modalità decisamente arbitraria, una specie di differenza e discontinuità politico-culturale con l'Impero romano classico in relazione alla sua suddivisione e alla susseguente caduta della sua porzione occidentale, sebbene le popolazioni dell'Impero d'Oriente continuarono sempre, anche dopo la divisione, a sentirsi "romane" e ad essere considerate tali da tutte le altre popolazioni ed entità statali - all'infuori di quelle occidentali - con cui si scontrarono o ebbero comunque dei rapporti.
Fin tanto che l'Impero d'Oriente ebbe vita, infatti, fu sempre chiamato dai cronisti e storici del tempo "romano", così come i loro stessi abitanti erano soliti chiamarsi, in greco, "Romei" (Ῥωμαῖοι Rhōmàioi), vale a dire "romani". Come l'Impero bizantino era di fatto "Impero romano", così la sua capitale Costantinopoli era la "Nuova Roma", definizione introdotta da Costantino, e così pure il titolo dei suoi sovrani era appunto "Imperatore e Cesare dei Romani" (Βασιλεὺς καὶ Καῖσαρ τῶν Ῥωμαίων Vasilèus ke Késar ton Rōméōn secondo la pronuncia bizantina e moderna) e la stessa penisola balcanica veniva chiamata Rumelia, nome di regione che sarà conservato pure dai conquistatori ottomani. Gli stessi ottomani utilizzeranno la parola Rūm (in arabo الرُّومُ‎?, al-Rūm), termine storicamente impiegato dai musulmani per indicare i "Romani d'Oriente". I sultani ottomani, dopo la conquista di Costantinopoli, si assegneranno il titolo onorifico di qaysar-ı Rum (trad. "Cesare dei Romani"), riprendendolo appunto da quell'originario greco impiegato dai sovrani bizantini, mantenendo il nome di Qusṭanṭīniyya per l'originaria Costantinopoli fino al XX secolo, quando, come per svariati altri toponimi dell'Anatolia, il nome della capitale venne fissato nella evoluzione turca Istanbul.
Benché dunque sia ormai un'abitudine consolidata quella di scindere, dal punto di vista storiografico, tra una fase "romano-orientale" e una "bizantina", non c'è comunque accordo fra gli storici sullo stabilire inequivocabilmente una data che funga da spartiacque per l'utilizzo dei due termini, datasi la forte divergenza d'opinione sui criteri d'adottare per la determinazione della datazione: taluni la fanno coincidere con: il 330 (anno di inaugurazione della Nova Roma o Νέα Ῥώμη, fondata da Costantino I, copia fedele strategica, e nostalgica per il senso della fine della prima Roma, ora che Costantino ha dichiarato lecita la religione cristiana); il 395 (separazione definitiva dei due imperi);  il 476 (caduta dell'Impero romano d'Occidente); il 565 (morte di Giustiniano I, ultimo imperatore romano-orientale di madrelingua latina, e del suo sogno della Restauratio imperii;, il 610 (ascesa al soglio di Eraclio I, che comportò - tra le altre cose - l'instaurazione del greco come lingua ufficiale dell'amministrazione imperiale.)
Il termine "bizantino" (derivato da Bisanzio, nome dell'antica colonia greca della Tracia dove venne fatta sorgere la nuova capitale imperiale di Costantinopoli) non venne mai utilizzato dai contemporanei, sia esso interno o esterno ai territori dell'impero, durante tutto il suo periodo di vita (395-1453): i bizantini, infatti, si consideravano Ῥωμαίοι (Rhōmàioi, "Romani" in lingua greca), e chiamavano il loro Stato Βασιλεία Ῥωμαίων (Vasilίa Roméon, cioè "Regno dei Romani") o semplicemente Ῥωμανία (Romanìa).
Fino al dominato di Giustiniano I, nel VI secolo, si tentò ripetutamente di ricostituire l'antica integrità dell'Impero romano, cercando disperatamente di sottrarre i territori occidentali dall'egemonia dei conquistatori barbarici sopraggiunti a seguito della caduta della sua porzione occidentale. Sebbene il latino fosse, in conformità al resto delle province dell'Impero romano originarie, la lingua ufficiale dell'amministrazione civile e militare, oltreché delle classi altolocate di Costantinopoli (almeno fino all'età marcianea, intorno al 450-457), nei suoi territori (eccezion fatta per le province danubiane e quelle balcaniche all'infuori della Grecia e, nel suo periodo di massima espansione, l'Italia, le province nord-africane ad ovest dell'Egitto e la Spagna meridionale) il greco godeva dello status di lingua franca ed, in ambito artistico-culturale, di prestigio sin dai remotissimi tempi dell'impero di Alessandro Magno, e al tempo era parlato come prima lingua da un'ampia fetta della popolazione bizantina distribuita tra la Grecia e quasi tutta l'Anatolia occidentale; alla fine, esso riuscì a sostituirsi al latino come lingua ufficiale nel terzo decennio del VII secolo, per ordine dell'imperatore Eraclio I. Ciononostante, per lungo tempo fu considerato disdicevole riferirsi all'impero come "greco", poiché tale termine aveva l'accezione spregiativa di pagano.
Gli storici moderni occidentali tuttavia hanno preferito utilizzare il termine "bizantino", in relazione all'Impero romano d'Oriente, ritenendo in questo modo di non generare confusione con l'Impero romano dell'epoca classica; questa dicitura fu introdotta per la prima volta nel 1557 dallo storico tedesco Hieronymus Wolf, che in quell'anno diede alle stampe il libro Corpus Historiae Byzantinae. Fu successivamente un secolo più tardi e precisamente nella seconda metà del XVII secolo che nella Francia di Jean-Baptiste Colbert, fu data alle stampe nel 1648 la pubblicazione, da lui stesso voluta e affidata al Gesuita Philippe Labbe, della raccolta di Byzantine du Louvre (Corpus scriptorum historiæ byzantinæ). Pochi anni dopo nel 1680, fu pubblicata a Parigi l'Historia Byzantina, scritta da Du Cange, che contribuì alla iniziale diffusione dell'uso del termine "bizantino" che successivamente si diffuse tra gli autori illuministi francesi come Montesquieu, tutti estremamente critici nei confronti di quell'Impero cristiano e della sua struttura politico-religiosa.
È interessante quindi notare che logicamente quelli che oggi chiamiamo i "Bizantini" si sono sempre chiamati e chiamavano sé stessi "Romani" anche se di lingua greca, e anche gli stessi musulmani selgiuchidi li chiamavano nello stesso modo, tanto che conquistandone i territori, conseguentemente fondarono il sultanato di "Rūm", cioè dei romani, mentre gli europei occidentali venivano definiti "Latini" (dalla lingua tradizionalmente più usata, ma anche per il primato di Roma sulla cristianità occidentale).
Per corruzione dall'arabo روم, Rūm, - attraverso le modifiche in Hrūm e quindi in sogdiano, una variante dell'iranico parlata in Sogdiana, Frōm - derivò il termine cinese Fulin (pinyin: 拂菻国, Fúlĭn Gúo, "Paese di Fulin"). Con questo termine, sebbene con varianti grafiche come 拂菻 e 拂临, le storie dinastiche cinesi definirono l'Impero "bizantino" dal tempo degli annali della dinastia Wei, scritti dal 551 al 554, fino agli annali della dinastia Tang scritti nel 945.
Per tale motivo si può tranquillamente rilevare, che il tentativo degli illuministi di non generare confusione con l'Impero romano dell'epoca classica "ribattezzando" i Romei e l'"Impero di Romània" con questo termine "bizantino", ha in realtà generato una deformazione profonda nel concetto della logica della continuità tra gli Imperi seppure nella trasformazione plurisecolare e linguistica. Inoltre va rilevato che questa terminologia dell'uso della parola "bizantino" nata e sviluppata in Europa occidentale si è imposta soltanto in occidente.
Nel mondo greco attuale come nel mondo russo e orientale in genere, non si tiene conto affatto di questa denominazione "occidentale", diffusa in particolar modo nella cultura e nel mondo anglo-sassone. Nella cultura e storiografia orientale come nell'uso comune dei molti paesi che facevano parte dell'antico impero, non si utilizza il termine "bizantino", ma termini derivati strettamente dalle parole originali. Questo termine “bizantino” è invece inteso come un’espressione intenzionalmente dispregiativa di parte occidentale, nei confronti di quell'Impero romeo, dal mondo cristiano orientale greco-russo ad esso ancor oggi storicamente legato. La Chiesa ortodossa di Costantinopoli come quella di Mosca, tutti i Patriarcati, rifiutano decisamente il termine "bizantino" e mantengono ancora oggi inalterati l'uso dei termini storici originali.
In effetti, un antecedente d'una denominazione quale "bizantino", può considerarsi il termine Imperium Graecorum ("Impero dei Greci"), utilizzato dalla cronachistica del IX secolo in poi. Gli europei occidentali, a seguito dell'ascesa a Costantinopoli di Irene d'Atene (non riconosciuta dal Papa Leone III, che di fatto ritenne il Trono d'Oriente vacante), cominciarono infatti a considerare il Sacro Romano Impero (sorto appunto con l'incoronazione imperiale di Carlo Magno, al quale oltretutto era già attribuito l'alto titolo di Patricius Romanorum, per mano dello stesso Leone III), anziché l'Impero bizantino, vero erede dell'Impero romano classico; quando poi i sovrani occidentali volevano fare uso del termine Romano per riferirsi agli imperatori bizantini, preferivano adoperare il termine Imperator Romàniæ ("Imperatore di Romània") invece di Imperator Romanorum ("Imperatore dei Romani"), un titolo che veniva attribuito per l'appunto a Carlo Magno e ai suoi successori.
A questo proposito, prima della nascita dell'Impero carolingio, le fonti occidentali usavano il termine "Romani" per riferirsi ai "Bizantini", riservando semmai il termine "greco" soltanto per evidenziarne la discriminanza linguistica con l'Impero classico. Nelle fonti papali del VI-VII-VIII secolo l'Impero era definito Sancta Res Publica o Res Publica Romanorum: solo con la rottura dei rapporti tra Papa e Imperatore d'Oriente in seguito all'Iconoclasmo (metà dell'VIII secolo) coloro che erano fino a poco tempo prima definiti "Romani" divennero per la Chiesa di Roma "Greci" e la "Res Publica Romanorum" si trasformò in "Imperium Graecorum".

## Storia
- 330 fondazione di Costantinopoli
- 395 La morte di Teodosio segna la definitiva divisione fra Occidente ed Oriente romano. Arcadio, primogenito di Teodosio, diviene, in questo stesso anno, Imperatore romano d'Oriente.
- 527 Giustiniano I diviene imperatore.
- 529 Giustiniano I chiude la Scuola di Atene, mettendo la parola fine alla realtà nata con l'Accademia Platonica oltre 900 anni prima.
- 532 Rivolta di Nika.
- 533-554 Campagne militari di Giustiniano I: scaccia i Vandali dal Nordafrica, conquista parte della Spagna, ed infine annette parte dell'Italia durante la guerra gotica
- 565 Morte di Giustiniano I.
- 568-628 L'imperatore Eraclio I sbaraglia l'esercito sasanide e fa della Persia uno stato tributario.
- 634-641 Gli Arabi conquistano metà dell'Impero Bizantino.
- 730-787 Periodo iconoclasta.
- 843-1057 Regno della Dinastia macedone.
- 1002-1018 Basilio II intraprende una campagna contro i Bulgari, e, riuscendo a conseguire una grandissima vittoria, riporta la frontiera dell'Impero Bizantino al Danubio.
- 1054 La Chiesa di Costantinopoli e la Chiesa di Roma si dividono
- 1071 Romano IV viene sconfitto dai Selgiuchidi nella battaglia di Manzicerta: questa sconfitta porrà fine alla dominazione dell'Anatolia da parte dei Bizantini.
- 1097 Bizantini e crociati riconquistano Nicea.
- 1186 I Bulgari si rivoltano e fondano di nuovo un loro regno.
- 1204 La conquista di Costantinopoli da parte dei Crociati e la creazione dell'Impero Latino porta alla frammentazione dei domini bizantini tra l'Impero di Nicea, l'Impero di Trebisonda e il Despotato d'Epiro. La Repubblica di Venezia rompe formalmente la sua dipendenza da Bisanzio (in realtà solo formale dall'VIII secolo).
- 1261 Costantinopoli viene liberata dall'imperatore bizantino Michele Paleologo.
- 1331 Cade Nicea.
- 1354 Gli Ottomani passano il Dardanelli e sbarcano in Europa.
- 1402 Gli Ottomani vengono pesantemente sconfitti da Tamerlano presso Ankara.
- 1422 Gli Ottomani assediano Costantinopoli.
- 1444 Vittoria degli Ottomani a Varna contro un esercito crociato.
- 1452 Ulteriore tentativo di riunificazione delle chiese.
- 1453 Gli Ottomani prendono Costantinopoli, ponendo fine dell'Impero Bizantino.
- 1460 Cade Mistra, col despotato di Morea.
- 1461 Caduta di Trebisonda, capitale dell'impero di Trebisonda sorretto dalla dinastia dei Comneni.
- 1472 Matrimonio di Ivan III di Russia e Zoe Paleologa: Mosca diviene la Terza Roma.
- 1475 Caduta del Principato di Teodoro, ultimo stato diretto erede dell'Impero.

### Origini
La suddivisione dell'Impero romano in territori governati separatamente iniziò con il sistema tetrarchico, creato alla fine del III secolo dall'imperatore Diocleziano, che divise l'impero in quattro parti, due delle quali affidate ai Cesari, Galerio e Costanzo Cloro, e le altre due affidate agli Augusti, Diocleziano e Massimiano. Tale prima suddivisione ebbe tuttavia finalità esclusivamente burocratiche, amministrative, o legate a una più razionale difesa delle frontiere. La tetrarchia ebbe termine quando nel 324 Costantino, figlio di Costanzo Cloro, riunificò nuovamente la carica imperiale nelle sue mani, dopo essere riuscito a sconfiggere Licinio presso Crisopoli.
Il problema di assicurare la difesa dei confini rendeva tuttavia indispensabile che la corte imperiale si stabilisse in luoghi più vicini a essi: a causa della sua posizione strategica, Costantino scelse l'antica città greca di Bisanzio per edificare una nuova capitale, la cui costruzione fu completata nel 330. La scelta del luogo fu particolarmente felice anche dal punto di vista commerciale, in quanto Bisanzio controllava il flusso di merci dal Mar Nero. Sul piano più strettamente strategico-militare la città era difesa da tre lati dal mare, sempre via mare era facile rifornirla e, dal lato di terra, fu possibile erigere un imponente sistema di fortificazioni che protesse la città fino alla conquista durante la quarta crociata (1204).
Il nome ufficiale fu quello di "Nuova Roma", ma nell'uso successivo prevalse la denominazione popolare di Costantinopoli ("Città di Costantino"). Costantino fonda ufficialmente la "Nuova Roma" l'11 maggio 330, con rito etrusco e trasportando il simulacro più sacro di Roma, il Palladio. Con l'editto di Milano del 313, che concedeva la libertà di culto ai cristiani, e il forte appoggio dato da Costantino stesso alla nuova religione, l'Impero si trasformò rapidamente da pagano a cristiano; la stessa Costantinopoli fu subito dotata di molte chiese maestose.
Prima di morire (395) Teodosio I affidò le due metà dell'impero ai suoi due figli: ad Arcadio l'Oriente, con capitale Costantinopoli, e a Onorio l'Occidente. Le due parti dell'impero, mai più riunite, saranno conosciute come Impero romano d'Occidente e come Impero romano d'Oriente. In teoria, secondo la concezione romana, più imperatori regnavano collegialmente su un'entità, l'impero, che giuridicamente era comunque considerata come un'unica realtà.
Tale era stata almeno la "ratio" di tutte le suddivisioni, sia nel III sia nel IV secolo. In pratica, dalla scomparsa di Teodosio in poi i due imperi imboccarono dei cammini differenti e in taluni casi persino contrapposti. A conferma dell'unità "teorica" dell'Impero, la monetazione di quel periodo mostra i due Imperatori d'Occidente e d'Oriente seduti sullo stesso trono ed entrambi sorreggenti il globo crucigero rappresentante l'ideale romano di dominare l'intero mondo, con l'iscrizione SALVS REI PUBLICAE. Tuttavia, leggi promulgate in Oriente erano ritenute valide per l'Occidente solo se ratificate dall'imperatore occidentale, e viceversa, creando una divergenza legislativa tra Occidente e Oriente.
Nel 476 Odoacre, re degli Eruli, depone l'ultimo imperatore d'Occidente, Romolo Augustolo, e restituisce le insegne imperiali all'imperatore d'Oriente Zenone, in segno di sottomissione. Da tale momento l'Impero d'Oriente sarà l'unico a sopravvivere, considerandosi unico e legittimo erede dell'Impero romano.

### Periodo iniziale
La parte orientale del mondo romano (che successivamente avrebbe costituito l'Impero romano d'Oriente) venne parzialmente risparmiata dalle difficoltà che visse quella occidentale nel III e IV secolo, almeno fino alla battaglia di Adrianopoli, nel 378, grazie alla sua più favorevole posizione geografica, al suo maggior sviluppo economico e alla superiore ricchezza. La prosperità economica dell'Oriente romano era dovuta, più che alle cospicue risorse agricole del territorio, anche e soprattutto a una più ampia diffusione dei commerci, i quali poggiavano su una fitta rete urbana.
Pochi anni dopo la morte del grande Teodosio e la formazione di un Impero propriamente orientale e di uno occidentale (395), si scatenarono le invasioni (V secolo). Queste ultime portarono rapidamente al collasso l'Impero Romano d'Occidente e causarono, attorno all'anno 400, danni e distruzioni in alcune zone dell'Impero d'Oriente (penisola balcanica) da parte dei Visigoti, senza però intaccare l'unità territoriale dello Stato.

#### Occidente e Oriente uniti e divisi (395-476)
Il regno di Arcadio (395-408) fu segnato dal riacutizzarsi del problema germanico e dai rapporti conflittuali con l'altra parte dell'Impero, causati, in parte, dall'ambizione del generalissimo Stilicone di reincorporare all'Occidente la Prefettura del pretorio dell'Illirico e di ritagliarsi un proprio ruolo politico anche in Oriente. Nel 395 i foederati Visigoti, stanziati nell'Illirico Orientale fin dal 382 a seguito dell'accordo stipulato in quell'anno con Teodosio, si rivoltarono, eleggendo come loro re Alarico e, negli anni immediatamente successivi, devastarono la Tracia e la Grecia. L'arrivo di Stilicone sembrò potere riportare la situazione sotto controllo, ma Arcadio - su suggerimento del prefetto del pretorio Flavio Rufino, suo consigliere e uomo di fiducia, e temendo che Stilicone volesse in realtà impadronirsi dell'Illirico - ordinò al generale di ritirarsi. Rufino fu fatto assassinare poco più tardi quasi certamente su ispirazione di Stilicone che si avvalse, forse, della complicità di un comandante barbaro, Gainas, nominato successivamente magister militum praesentialis.
Dopo la morte di Rufino la personalità più influente alla corte di Arcadio divenne l'eunuco Eutropio, che nel 397 fece dichiarare dal senato bizantino Stilicone hostis publicus ("nemico pubblico") dell'Impero d'Oriente e che accolse le pretese di Alarico: il re federato di Roma venne nominato magister militum per Illyricum (comandante dell'esercito di campo dell'Illirico) e i Visigoti ricevettero nuove terre di insediamento in Macedonia. Nel 399, tuttavia, per porre termine all'insurrezione in Asia Minore dei mercenari goti di Tribigildo, che esigevano la destituzione di Eutropio (che nel frattempo si era inimicato anche l'imperatrice e parte del senato), l'eunuco fu dapprima destituito e mandato in esilio e successivamente giustiziato. L'anno successivo, però, vi fu a Costantinopoli una reazione antigermanica in cui fu coinvolto lo stesso Gainas, che, tentato invano di impadronirsi del potere, andò incontro a una tragica fine. I Germani furono da allora esclusi dall'esercito romano-orientale come foederati e riammessi successivamente non sotto il comando dei propri capi, ma come mercenari posti sotto il comando di un generale romano.
Alarico e i Visigoti, avendo perso il riconoscimento legale delle loro terre di insediamento e temendo forse di essere attaccati dagli Unni del re Uldino, da poco alleatisi con Arcadio, decisero di volgersi più a Occidente, invadendo l'Italia (401 - 402) nel tentativo di costringere Onorio ad arruolarli come foederati legittimando così loro il possesso di un qualsiasi territorio romano-occidentale. Stilicone, tuttavia, sconfisse ripetutamente gli invasori pur non facendo prigioniero Alarico che poté così lasciare l'Italia. Alcuni anni più tardi il generale romano si accordò con Alarico per occupare congiuntamente l'Illirico strappandolo in tal modo all'Impero d'Oriente. Il piano, però, non poté prosperare a causa dell'invasione della Gallia (e poi della Spagna) da parte di Vandali, Alani e Svevi e dell'usurpazione in Gallia e Britannia di Costantino III (406 - 407).
La morte di Arcadio (408), seguita pochi mesi più tardi da quella di Stilicone, che, caduto in disgrazia e accusato di tradimento e collusione con i Barbari, fu giustiziato per ordine di Onorio, permise una normalizzazione dei rapporti fra i due imperi che tornarono a collaborare fra di loro in funzione anti-germanica. Così quando Alarico invase per la seconda volta l'Italia (408 - 410) l'Occidente romano ricevette aiuti militari dall'Oriente: nel 409 il nuovo imperatore, Teodosio II (408-450), inviò 4 000 soldati a Ravenna affinché Onorio potesse difendersi dai Visigoti e dall'imperatore fantoccio Prisco Attalo, contribuendo a salvargli il trono; nel 425 lo stesso Teodosio II inviò una spedizione in Italia per deporre l'usurpatore Giovanni Primicerio e porre sul trono d'Occidente l'Imperatore legittimo Valentiniano III, suo cugino; dal 431 al 435 il generale di Teodosio II, Aspar, combatté contro i Vandali in Africa impedendo loro, almeno per il momento, di conquistare Cartagine; e, nel 441, una consistente flotta di 1100 navi fu inviata in Sicilia per unirsi a un esercito romano-occidentale capitanato da Ezio ed essere imbarcato per l'Africa con il fine di liberarla dai Vandali che l'occupavano. Considerato che, nonostante la pace stipulata con la Persia nel V secolo, il limes orientale non poteva essere sguarnito troppo di truppe, e che il limes danubiano era minacciato dagli Unni (i quali invasero l'Impero d'Oriente nel 421, 434, 441-442 e 447), i rinforzi che l'Impero d'Oriente inviò a quello d'Occidente erano tutt'altro che trascurabili.
A conferma di quanto l'Impero d'Oriente non fosse indifferente al declino dell'Occidente romano, il limes danubiano fu, nel 441, sguarnito delle truppe ivi stanziate, che, come si è accennato, furono riunite in Sicilia per essere imbarcate per l'Africa occupata dai Vandali. Gli Unni di Attila ne approfittarono e, trovato un pretesto per rompere la pace, invasero l'Illirico orientale e lo devastarono perché privo di un numero adeguato di difensori, costringendo Teodosio II a richiamare le truppe inviate in Sicilia e a rinunciare alla spedizione per liberare l'Africa. Negli anni successivi (441-450) l'imperatore d'Oriente non poté più prestare aiuto all'Occidente perché minacciato costantemente da Attila e dai suoi Unni, che gli imposero il pagamento di un tributo annuale di 2100 libbre d'oro e l'evacuazione di una fascia territoriale a sud del Danubio percorribile in cinque giorni di marcia.
Sotto l'Imperatore Marciano (450-457) l'Oriente non rinunciò a sostenere l'Occidente contro gli invasori: la cronaca di Idazio narra che contingenti romano-orientali furono inviati in sostegno dell'Impero d'Occidente contro gli Unni quando Attila invase l'Italia (452), contribuendo al suo ritiro. Il suo successore Leone I (457-474) allestì, nel 468, una nuova spedizione di 1100 navi per aiutare l'Impero d'Occidente a recuperare l'Africa, spendendo l'equivalente di più di un anno di entrate. Il fallimento dell'impresa, dovuta forse al tradimento del generale Basilisco (accusato da Procopio di Cesarea di essersi accordato con Genserico), condizionò l'invio di ulteriori aiuti all'Occidente che vennero pressoché interrotti essendo le casse dello Stato vuote a causa delle enormi spese sostenute per allestire la spedizione.
I Germani conservarono per gran parte del V secolo la propria importanza sotto il profilo militare come mercenari (l'alano Aspar era molto influente a corte), ma dall'epoca di Leone I (457-474) i romano-orientali riuscirono ad affrancarsi da essi arruolando contingenti sempre più consistenti di Isauri, una popolazione guerriera e scarsamente ellenizzata dell'Anatolia. Lo stesso imperatore Zenone (474-491) era isaurico. Egli fece eliminare i propri rivali, Aspar e suo figlio Ardaburio nel 471, provocando tuttavia in tal modo la rivolta dei foederati goti stanziati in Tracia, che appoggiavano Aspar. Solo nel 473 si riuscì a porre termine alla rivolta con il pagamento di un tributo annuale di 2000 libre d'oro e la nomina del capo dei Goti di Tracia Teodorico Strabone a magister militum e "solo sovrano dei Goti". Successivamente, però, i Goti di Tracia si unirono ai Goti Amali di Pannonia, condotti da Teodorico il Grande, portando alla formazione della coalizione degli Ostrogoti. Questi ultimi furono un grave problema per l'Impero d'Oriente, finché non si riuscì a dirottarli verso l'Italia (489) con la speranza, che non andò delusa, di porre termine al dominio di Odoacre.

#### Tra la caduta dell'Impero d'Occidente e Giustiniano (476-527)

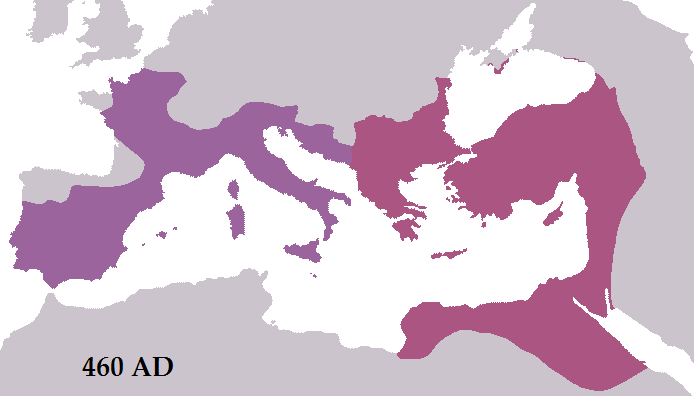
L'Impero romano all'epoca dei regni di Leone I (oriente) e Maggioriano (occidente) nel 460. L'Impero romano d'Occidente sarebbe durato appena due decenni, mentre il territorio dell'Impero romano d'Oriente non avrebbe subito modifiche fino alle riconquiste di Giustiniano I

Nel 476, anno della deposizione di Romolo Augusto, l'imperatore bizantino Zenone ricevette da Odoacre le insegne imperiali dell'Occidente, come riconoscimento esplicito della propria autorità sull'intero mondo romano. Tale atto di sottomissione ebbe soprattutto un valore simbolico e non fu il preludio di un'effettiva riunificazione dell'Impero. Agli imperatori bizantini bastava che i sovrani dei nuovi regni romano-barbarici riconoscessero la propria superiorità gerarchica e morale, disinteressandosi delle aree occidentali occupate dalle tribù germaniche, impoverite e ormai periferiche. Preferirono pertanto rafforzarsi nella zona orientale, spostando in tal modo di fatto il baricentro degli interessi economico-politici dell'Impero verso est.
Talvolta gli imperatori facevano sentire ancora la propria presenza in Occidente con intrighi o mediante la concessione di prebende e onori ai capi barbari (conferendo titoli e cariche, elargizioni monetarie e talvolta anche dando loro in matrimonio principesse romano-orientali). Incuteva molto più timore, all'epoca, il pericolo costituito dal forte Impero persiano.
L'imperatore aveva un'aura sacrale, che però differiva dalla divinizzazione della sua persona dell'epoca imperiale: egli era il vicario divino sulla Terra, typus Christi (simbolo vivente del Cristo) e garante della Chiesa (come quando presenziava ai concili ecumenici quali quelli di Nicea, di Efeso e di Calcedonia): la sua figura era una summa degli imperatori romani e dei re d'Oriente.
Fonte di gravi problemi fu la diffusione del monofisismo nelle province asiatiche (Siria in particolare) e in Egitto. Gli imperatori del V secolo cercarono generalmente di riassorbire tale eresia evitando di condannarla apertamente e adottando talvolta dottrine di compromesso, come quelle che ispirarono l'editto di Henotikòn, che però non soddisfece né la frangia più estrema del monofisismo né il Papa. Vi fu anche chi, come Anastasio I, appoggiò apertamente il monofisismo, suscitando a Costantinopoli una rivolta, in occasione della pubblicazione di una versione monofisita del Trisagion, che per poco gli fece perdere il trono (512). Oltre alle questioni religiose, molto sentite, i problemi che preoccupavano l'Impero d'Oriente erano la difesa dei confini nord-occidentali dalle popolazioni germaniche, slave e uralo-altaiche, la ridefinizione giuridica, fiscale e territoriale del territorio, i rapporti con l'Occidente e con il papa e la contesa con l'Impero persiano per il possesso di alcune aree a ridosso della frontiera mesopotamica.

#### L'età di Giustiniano

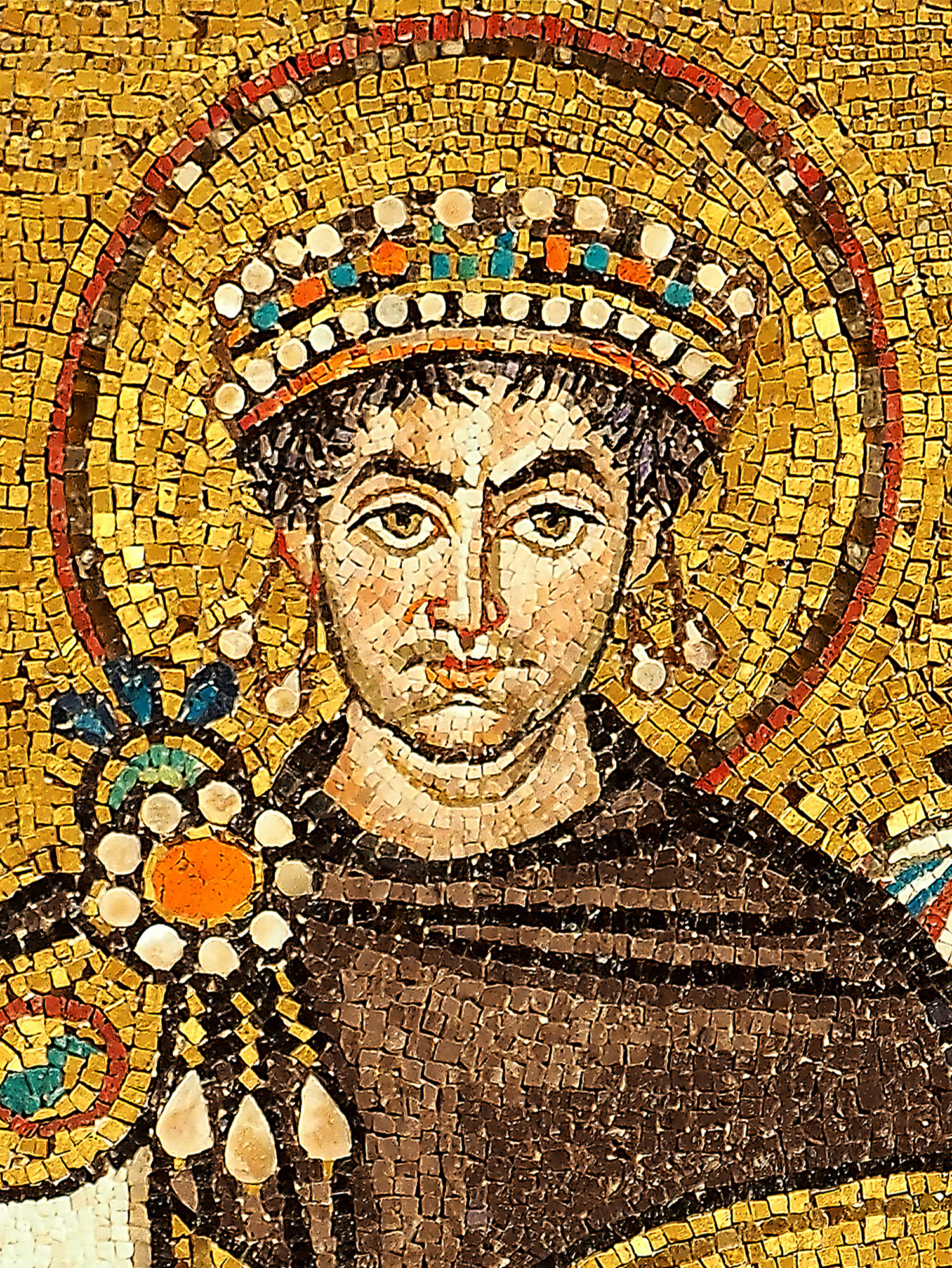
Giustiniano I raffigurato in un celebre mosaico della basilica di San Vitale, Ravenna

Giustiniano fu l'ultimo imperatore di costumi e lingua latini di Bisanzio e il più grande autocrate che sedette sul trono bizantino. Nipote dell'imperatore Giustino I era, come lui, di umili origini e nato in un piccolo centro latinofono della Macedonia settentrionale. La sua provenienza e formazione romano-latine e non greche, furono gravide di conseguenze. L'aspirazione universalistica che sempre contraddistinse la sua opera aveva una matrice romana e cristiana a un tempo: il concetto di imperium romano si identificava infatti per Giustiniano sia con l'ecumene cristiana sia con la restaurazione della grandezza romana vista come una missione sacra. Sotto il suo regno «Per l'ultima volta il vecchio impero romano spiegò tutte le sue forze e visse il suo ultimo periodo di grandezza, sia dal punto di vista politico, sia da quello culturale».

##### La riconquista dell'Occidente e i rapporti con la Persia (527-565)

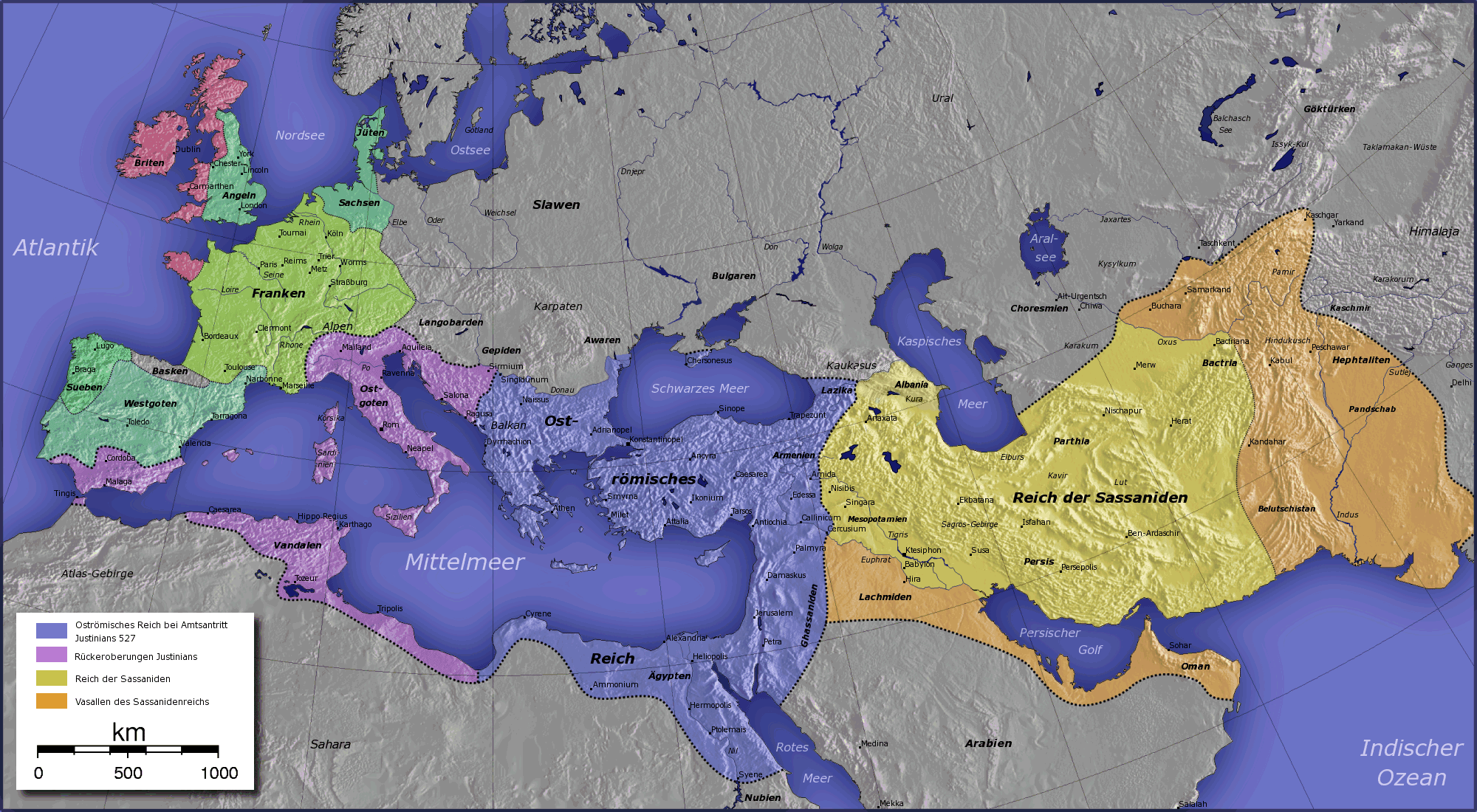
L'Impero romano d'Oriente alla morte di Giustiniano (565). In blu l'Impero nel 527, in viola le conquiste di Giustiniano in Occidente, in altri colori gli Stati confinanti

Durante il regno di Giustiniano I, salito al trono nel 527, si assistette all'ultimo concreto tentativo di riconquistare le regioni occidentali, per ristabilire l'unità dell'Impero romano (renovatio imperii). Tale tentativo fu coronato da un parziale, anche se in taluni casi effimero, successo. Sotto il comando dei generali Belisario prima e Narsete poi, i Bizantini riuscirono a riconquistare le province dell'Africa settentrionale (533-534), parte della Spagna meridionale e, al termine della sanguinosissima guerra gotica (535-555) combattuta contro gli Ostrogoti, l'intera Italia. Se la maggior parte di quest'ultima fu persa una quindicina d'anni più tardi a seguito dell'invasione longobarda, iniziata nel 568, la Spagna bizantina fu persa solo un secolo più tardi (intorno al 624), mentre l'Africa nord-occidentale fece parte dell'Impero romano d'Oriente per oltre un secolo e mezzo (fino al 698). Sotto Giustiniano l'Impero bizantino raggiunse, attorno alla metà del VI secolo, la massima espansione territoriale della sua storia (395-1453).
Lo squilibrio creato a Oriente dalle campagne in Europa occidentale fu subito colto dai Persiani, che tra il 540 e il 562 invasero l'Armenia e la Siria, occupando momentaneamente anche la metropoli di Antiochia. Nel 562 Giustiniano riuscì a ottenere la pace con la Persia al prezzo di un grave tributo. Nel (542-546) una gravissima epidemia di peste (la cosiddetta peste di Giustiniano) flagellò Costantinopoli e l'intero Impero, che subì una forte flessione demografica. Pochi anni più tardi (559) la capitale veniva salvata a stento da un'orda di invasori Unni e Sclaveni.

##### Sviluppo culturale e artistico
Durante il regno di Giustiniano operò il massimo storico in lingua greca dall'epoca di Polibio, Procopio di Cesarea, e uno fra i più grandi grammatici latini della tarda antichità, Prisciano. Nel campo del diritto venne prodotta, per volontà dell'imperatore, la più monumentale ricompilazione legislativa romana dell'antichità: quel Corpus iuris civilis che rappresenta il più straordinario lascito di Bisanzio all'Occidente. Un gruppo di giuristi coordinati dal celebre Triboniano, portarono a compimento l'impresa in pochi anni, raccogliendo e aggiornando gli antichi codici legislativi romani. Il Corpus fu redatto quasi interamente in latino, anche se per molte leggi più recenti (le cosiddette Novellae Constitutiones), promulgate in massima parte da Giustiniano, si utilizzò il greco, lingua d'uso nella maggior parte dell'Impero romano d'Oriente (ma non nell'ambito giuridico e militare, mentre la corte, all'epoca, era ancora bilingue).
In epoca giustinianea venne a maturazione la sintesi fra le tradizioni artistiche d'Oriente e Occidente, e in modo particolare fra l'arte romana e quella siriaco-orientale dando vita a uno stile profondamente originale, anche se ancorato alla tradizione. Tale stile, che si era andato sviluppando nel corso del IV e V secolo, si diffuse in tutta Europa e trovò la sua espressione più alta nell'architettura, soprattutto di carattere religioso. Fra le costruzioni ecclesiastiche nate per volere imperiale ricordiamo Santa Sofia, chiesa dedicata alla Sapienza di Dio o dell'Hagia Sophia, ed edificata negli anni trenta del VI secolo. Santa Sofia rappresenta la massima creazione dell'architettura bizantina di ogni tempo e dell'arte cristiana in Oriente divenendo in breve il centro della vita religiosa dell'impero e della Chiesa ortodossa e l'apogeo dell'urbanizzazione cristiana della città, che deve al grande imperatore l'erezione di trentadue chiese, quattro palazzi, il foro dell'augusteo e sei ospizi. In quegli anni altre metropoli d'Oriente e d'Occidente saranno abbellite da magnifici edifici civili e di culto. Fra queste ultime non possiamo non menzionare Ravenna, roccaforte del potere romano-orientale in Italia, che verrà adornata da due splendide chiese: San Vitale, consacrata nel 547 e Sant'Apollinare in Classe, del 549.
In questo clima di trionfo della religione cristiana (dopo che essa ebbe compiuto nei due secoli precedenti la propria irresistibile ascesa e si fu diffusa fra le masse), fu chiusa la quasi millenaria Accademia d'Atene (529), anche se continuò a funzionare, in forma ridotta, per alcuni decenni. Molti fra i suoi docenti furono costretti, tuttavia, a rifugiarsi in Persia, per poi tornare, senza più potere esercitare, grazie alla "pace eterna" siglata da Giustiniano con Cosroe I.

#### L'impero sotto assedio (565-641)
Nel 568-569 i Longobardi invadevano l'Italia stremata dalla guerra, molto probabilmente perché pressati dall'espansionismo avaro, anche se secondo la tradizione tramandata da Paolo Diacono (ma considerata inattendibile dalla storiografia odierna) sarebbero stati spinti a invaderla dallo stesso Narsete per vendetta contro Giustino II, che lo aveva richiamato a Costantinopoli.
Ben presto l'Impero perse, dunque, il controllo dell'Italia a vantaggio dei Longobardi, conservando solo alcune zone costiere e, all'interno, un modesto corridoio umbro che collegava Roma con Ravenna. Nel frattempo la Spagna bizantina subiva la controffensiva dei Visigoti condotti da re Leovigildo, che riconquistò varie città, mentre la Prefettura del pretorio d'Africa era minacciata dalle incursioni del re locale Garmul, sconfitto dal generale (e poi esarca d'Africa) Gennadio solo nel 578. Il nuovo Imperatore Giustino II, invece di inviare rinforzi in Occidente per salvaguardare i territori riconquistati da Giustiniano, decise incautamente di violare la tregua con la Persia, ritenendo umiliante continuare a pagare il tributo ai Persiani che Giustiniano aveva accettato di versare per comprare la pace.
La nuova guerra contro la Persia, iniziata nel 572 e terminata solo vent'anni dopo (591), portò inizialmente alla perdita di Dara e impegnò per parecchio tempo la maggior parte delle truppe dell'Impero d'Oriente, distogliendole dalla difesa dei Balcani e dei territori occidentali riconquistati da Giustiniano. Quando, dunque, intorno al 580, i Balcani furono invasi da Slavi e Avari, l'Impero non poté opporre forze sufficienti per respingerli, con il risultato che grosse porzioni dei Balcani furono occupate da Slavi (mentre gli Avari erano intenzionati a compiere incursioni non per stabilirsi entro i confini dell'Impero, ma per lo più a fini di saccheggio e per costringere l'Impero ad aumentare il tributo).

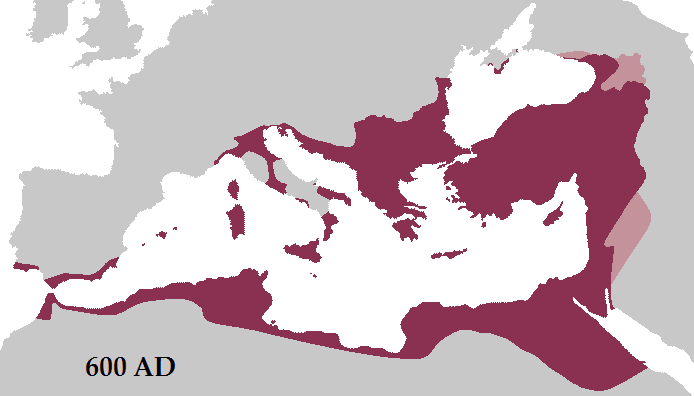
L'Impero romano d'Oriente nell'anno 600

L'Imperatore Maurizio (582-602) ereditò dunque una situazione disperata, con l'Impero invaso da tutti i fronti. In Occidente tentò di porvi rimedio costituendo gli Esarcati, una sorta di vicereami governati da un esarca con autorità sia civile sia militare, nel tentativo di rendere i territori occidentali in grado di autodifendersi senza ricevere aiuti da Oriente, e cercando l'alleanza dei Franchi contro i Longobardi. Sempre Maurizio, nel 597, stabilì che alla sua morte si sarebbe ricostituito l'Impero d'Occidente, governato dal figlio minore Tiberio, mentre l'Impero d'Oriente sarebbe andato al primogenito Teodosio; secondo Ostrogorsky, questa sarebbe la prova che «non si era rinunciato all'idea dell'Impero romano universale, né a quella dell'unico Impero romano governato collegialmente, con amministrazione distinta delle sue due parti». Tuttavia la morte violenta di Maurizio, ucciso dall'usurpatore Foca (602-610), mandò a monte i suoi piani.
In Oriente, invece, Maurizio cercò di risolvere un problema per volta: cioè prima vincere la guerra contro la Persia e, solo dopo avere risolto il problema persiano, riconquistare i Balcani agli Slavi e Avari. Vinto nel 591 il conflitto contro la Persia, approfittando di una guerra civile scoppiata nell'Impero sasanide, e ottenuta parte dell'Armenia, Maurizio poté quindi volgere una gran parte del suo esercito contro Slavi e Avari, nel tentativo di scacciarli dai Balcani e respingerli oltre Danubio. Le sue campagne, durate fino al 602, furono nel complesso vittoriose e portarono al ripristino del limes danubiano, ma la sua politica volta al risparmio generò nel 602 un ammutinamento nell'esercito che gli costò il trono.
Dopo la morte dell'imperatore bizantino Maurizio a opera del sopracitato Foca, l'imperatore sasanide Cosroe II usò questo come pretesto per riconquistare la provincia romana di Mesopotamia. Foca, un imperatore impopolare che viene spesso descritto da fonti bizantine come un "tiranno", fu bersaglio di numerose cospirazioni a opera del Senato e venne alla fine deposto nel 610 da Eraclio che divenne il nuovo imperatore bizantino. Sotto Foca ed Eraclio, la situazione in Oriente e nei Balcani degenerò nei primi vent'anni del VII secolo: i Persiani, rotta la pace con il pretesto di vendicare l'assassinio di Maurizio, dilagarono in Oriente, conquistando Siria, Palestina e Egitto e devastando l'Asia Minore; gli Avari e gli Slavi ripresero l'offensiva, strappando di nuovo all'Impero l'Illirico. Nel 626 Costantinopoli stessa si trovò assediata da Persiani e Avari, ma la città resistette e l'Impero riuscì a sopravvivere. Nel frattempo, in Occidente, i Visigoti riuscirono nel 624 circa a cacciare i Bizantini dalla Spagna, mentre, in Italia, Bisanzio e i Longobardi erano in pace fin dal 603, grazie alla politica conciliante dell'esarca Smaragdo. L'esarca Isacio (625-643) continuò a rinnovare la tregua con i Longobardi, ma non poté impedire loro - sotto il regno di Rotari - di conquistare la Liguria e, in Veneto, Oderzo e Altino (639/643).
Eraclio riuscì invero a recuperare il terreno perduto con una serie di campagne orientali durate dal 622 al 628, vincendo inaspettatamente la guerra contro la Persia e recuperando i territori orientali (628). La guerra sfinì però sia i Bizantini sia i Sasanidi, e li rese estremamente vulnerabili agli Arabi. I Bizantini vennero infatti sconfitti dagli Arabi nella Battaglia del Yarmuk nel 636, quando Ctesifonte era già caduta due anni prima. Siria e Palestina caddero presto in mano araba e l'Egitto venne annesso al Califfato Rashidun nel 642.

### Alto medioevo

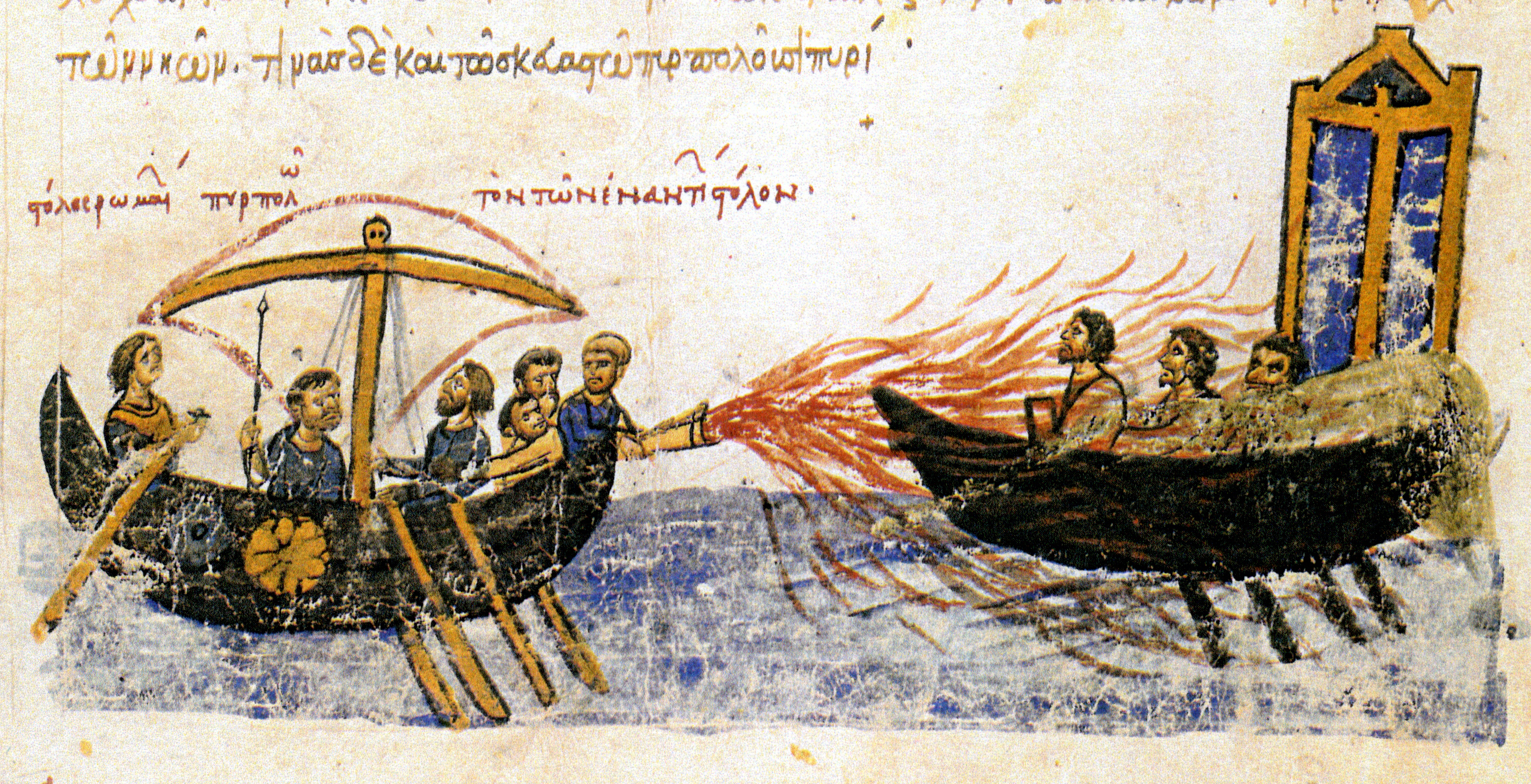
Il fuoco greco fu utilizzato per la prima volta dalla marina bizantina nel corso delle guerre arabo-bizantine

Nel 641, dunque, l'Impero, ridotto all'Asia Minore e Tracia con enclavi in Italia, Africa e Balcani, si era ridotto ai minimi termini. Ciò che l'Impero perse in territorio, però, lo guadagnò in uniformità. Eraclio ellenizzò completamente l'Impero rendendo il greco la lingua ufficiale e prendendo il titolo di Basileus ("Re") invece del vecchio termine romano Augustus. L'Impero era ora notevolmente differente nella religione, rispetto alle ex terre imperiali dell'Europa occidentale, anche se le province bizantine meridionali differivano significativamente da quelle settentrionali nella cultura e praticavano il cristianesimo monofisita piuttosto che quello calcedoniano.
La perdita delle province meridionali in favore degli Arabi, rese più forte l'ortodossia nelle province rimanenti. Eraclio divise l'impero in un sistema di province militari chiamate themata per fronteggiare gli assalti permanenti, con la vita urbana che declinava al di fuori della capitale, mentre Costantinopoli continuava a crescere consolidando la sua posizione di città più grande (e civilizzata) del mondo. I tentativi arabi di conquistare Costantinopoli fallirono di fronte alla superiorità della marina bizantina e al suo monopolio di una tuttora misteriosa arma incendiaria, il fuoco greco. Dopo avere respinto gli iniziali assalti arabi, l'Impero iniziò un progressivo e parziale recupero delle sue posizioni.
L'VIII secolo fu dominato dalla controversia sull'iconoclastia. Le icone vennero bandite dall'Imperatore Leone III, portando alla rivolta gli iconoduli dell'Impero. Grazie agli sforzi dell'Imperatrice Irene, il secondo concilio di Nicea si riunì nel 787 e affermò che le icone potevano essere venerate ma non adorate. Irene tentò anche un matrimonio di alleanza con Carlo Magno, che avrebbe unito i due imperi, ma questi piani non giunsero a nulla. La controversia iconoclasta ritornò nel IX secolo, ma le icone vennero ripristinate nell'843. Queste controversie non aiutarono le relazioni, che andavano disgregandosi, con la Chiesa Cattolica Romana e il Sacro Romano Impero, che stavano iniziando a guadagnare da soli più potere.

#### La lotta per la sopravvivenza (641-717)
Dopo i brevi regni dei due figli di Eraclio, Costantino III ed Eracleona, conclusisi entrambi tragicamente dopo pochi mesi, prese il potere Costante II (641-668), figlio di Costantino III e nipote di Eraclio, all'età di undici anni. Vista la minore età, per i suoi primi anni di regno Costante II fu posto sotto la tutela del Senato bizantino. Nel frattempo, dopo un tentativo fallito da parte dei Bizantini di riconquistare l'Egitto (645), gli Arabi, compresa l'importanza di costruire una flotta in grado di competere alla pari con quella bizantina, allestirono una potente flotta, che inflisse pesanti sconfitte a quella bizantina e iniziò a compiere raid nelle isole del Mediterraneo orientale, tra cui Creta e Rodi.
Una guerra civile scoppiata nel califfato arabo negli anni cinquanta del settimo secolo impedì però agli Arabi di attaccare Costantinopoli: nel 659, per assicurarsi la neutralità di Bisanzio nel corso della guerra civile, gli Arabi accettarono di pagare a Bisanzio un tributo in cambio di una tregua triennale. Costante II ne approfittò (almeno, secondo Treadgold) per riorganizzare l'esercito secondo il sistema dei themata (in passato attribuito a Eraclio) e per tentare di riconquistare l'Italia. Partito per l'Italia con almeno 20 000 soldati e sbarcato a Taranto nel 663, Costante II tentò di occupare Benevento fallendo nell'impresa, dopodiché - dopo avere visitato Roma per dieci giorni, l'antica capitale - si fermò a Siracusa, dove pose la propria residenza e proclamò capitale dell'impero. L'eccessivo fiscalismo e l'opposizione alla Chiesa di Roma (dovuta alla promulgazione del Typos, editto imperiale che vietava le discussioni religiose e accusato dal Pontefice di favorire l'eresia monotelita) gli provocarono l'odio tra la popolazione locale e nel 668 l'Imperatore venne assassinato in una congiura, e dall'esercito fu proclamato Mecezio.
Il figlio Costantino IV, rimasto a Costantinopoli, vendicò l'assassinio del padre sedando la rivolta - con relativa usurpazione - in Sikelia. Gli Arabi, nel frattempo, sferrarono diverse incursioni e saccheggi in Anatolia, e tra il 674 e il 678 assediarono addirittura Costantinopoli. L'attacco non ebbe successo grazie all'uso del fuoco greco con cui i Bizantini incendiarono le navi arabe distruggendo la loro flotta e alla fine venne firmata una tregua di trent'anni con il califfato arabo. Nel frattempo, nel 680, i Bulgari iniziarono a stanziarsi nei Balcani e furono vani tutti i tentativi da parte di Costantino IV (668-685) prima e del figlio Giustiniano II (685-711) poi di scacciarli. Nel 698 gli Arabi conquistarono anche l'Esarcato di Cartagine e ripresero a minacciare l'Impero con raid frequenti in Anatolia.
L'Impero, nel frattempo, ricadde nell'instabilità politica. La politica autocratica e dispotica di Giustiniano II provocò la sua detronizzazione, il taglio del naso e l'esilio in Crimea nel 695; il suo successore, Leonzio, regnò per soli tre anni, per essere poi detronizzato da un'ulteriore rivolta che portò al trono Tiberio III; ancora, nel 705 Giustiniano II riuscì a recuperare il trono, detronizzando Tiberio III, per poi perderlo di nuovo nel 711, in seguito alla rivolta di Filippico. Nei successivi sei anni si succedettero una serie di effimeri imperatori (Filippico, Anastasio II, Teodosio III), i cui regni durarono non più di due anni; una tale instabilità politica comprometteva le possibilità da parte dei Bizantini di resistere alle offensive arabe.

#### L'iconoclastia (717-843)

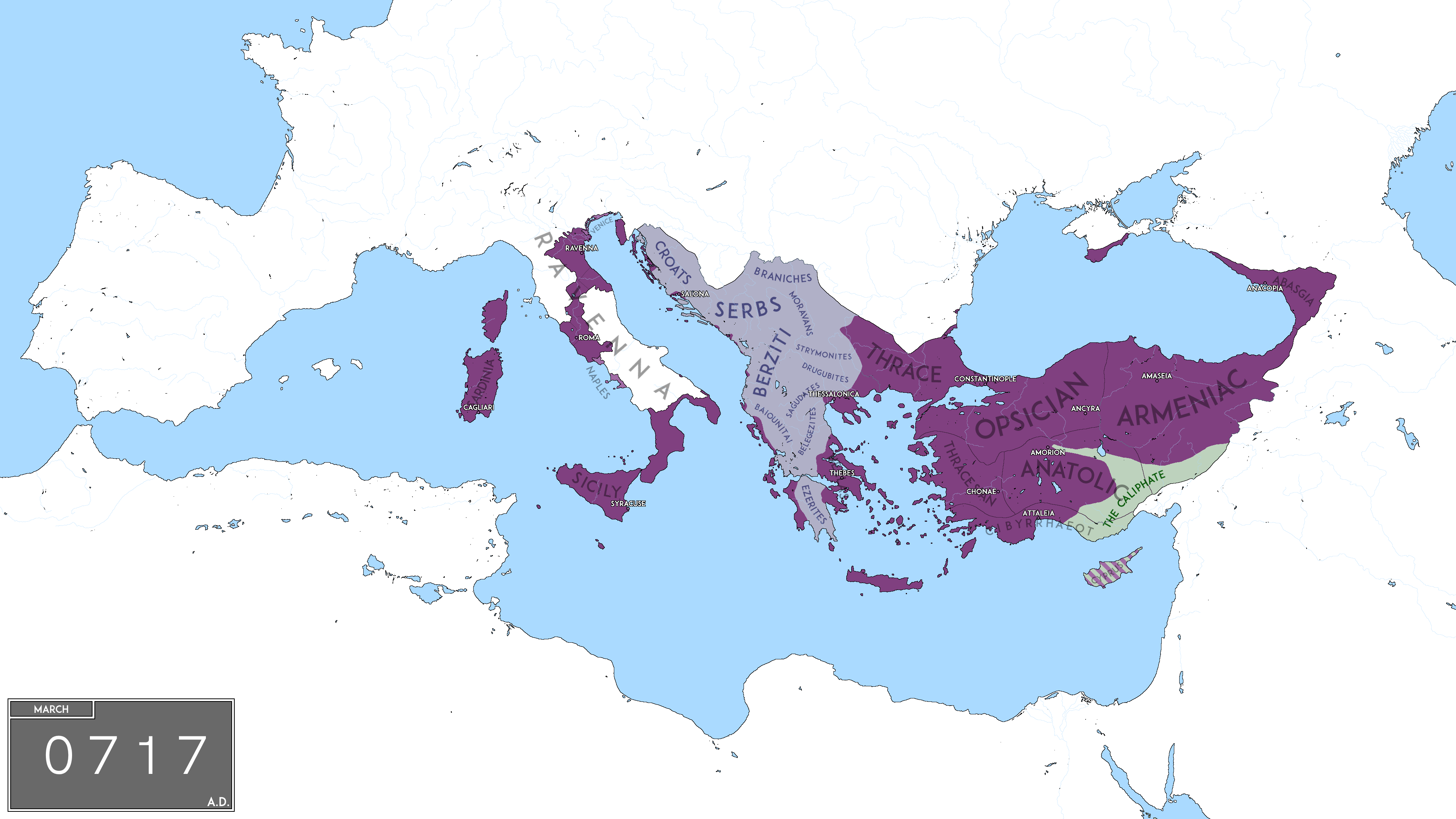
L'Impero bizantino quando Leone III salì al trono di Bisanzio nel 717.

Nel 717 Leone III (717-741) si impadronì del trono rivoltandosi al precedente imperatore Teodosio III e riuscì a respingere l'assedio arabo della Capitale avvenuto nel 717-718, salvando l'Impero dalla capitolazione. In quegli anni, tuttavia, in seguito ad accese discussioni nella Chiesa sull'eccessiva venerazione delle icone religiose, l'Imperatore iniziò a parteggiare per la fazione favorevole alla loro distruzione: era la cosiddetta iconoclastia, che generò una crisi che si protrasse fino al IX secolo.
Nel 726 l'imperatore fece rimuovere un'icona dalla porta del palazzo, suscitando una rivolta nella capitale e nel thema Ellade, mentre nel 730 sembra che l'Imperatore abbia emanato un vero e proprio editto iconoclasta (a favore della distruzione delle immagini, ritenute fonte di idolatria). L'iconoclastia spinse l'Impero, a causa delle dispute interne, sull'orlo di una guerra civile e causò delle rivolte anti-bizantine in Italia, che facilitarono l'espansione dei Longobardi a danni dell'esarcato; nel 751 Ravenna, capitale dell'Esarcato bizantino, cadde in mano longobarda, avvenimento che segnò la fine della dominazione bizantina dell'Italia centrale; infatti il papa chiamò i Franchi contro i Longobardi, che vennero sconfitti e costretti dal re franco a cedere l'esarcato al Papa, decretando la nascita dello Stato della Chiesa e l'inizio del potere temporale dei Papi, che si staccarono così dalla dominazione di Bisanzio.
La politica iconoclasta fu proseguita con maggior vigore e fermezza dal figlio Costantino V (741-775), che si attirò talmente tanto odio tra gli iconoduli (veneratori delle immagini) a tal punto che le fonti iconodule gli affibbiarono il soprannome di "Copronimo" (nome di sterco) perché avrebbe defecato sul fonte battesimale al momento del battesimo. Nel 754 Costantino V convocò un concilio a Hieria che approvò l'iconoclastia, ordinando la distruzione delle immagini sacre nelle chiese e la loro sostituzione con immagini di argomento profano. Costantino V iniziò quindi a perseguitare apertamente i monaci - considerati un nemico politico -, confiscando i loro monasteri e costringendoli ad abbandonare la vita monastica minacciando in caso contrario l'accecamento. La lotta contro i monaci sembra dovuta a contrastare il loro potere e incamerare le loro ricchezze. Tuttavia non vanno dimenticati i successi dell'Imperatore contro gli Arabi e i Bulgari, che portarono anche a una sia pur molto limitata espansione dell'Impero.

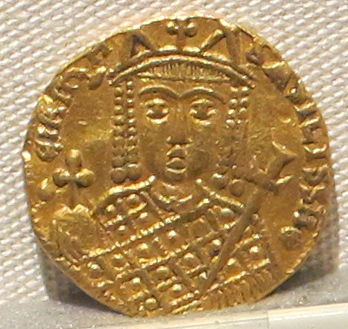
Solido con il ritratto dell'imperatrice Irene

Dopo il breve regno di Leone IV (775-780), il trono fu assunto da Costantino VI (780-797) sotto la reggenza della madre Irene (797-803). Quest'ultima, devota alle icone, fece convocare un concilio a Nicea nel 787 che condannò come eretica l'iconoclastia ristabilendo la venerazione, ma non l'adorazione, delle icone. Nel frattempo, ambiziosa a regnare da sola, tramò da dietro le quinte in modo da rendere suo figlio impopolare, in modo da poterlo detronizzare con facilità. Nel 797, infine, con un colpo di Stato, lo detronizzò e lo fece accecare, assumendo da sola il potere. Per la prima volta, a Bisanzio, una Imperatrice regnava non da "Imperatrice consorte" ma da "Imperatrice regnante", a tal punto che si fece chiamare "Basileus" ("Imperatore") e non "Basilissa" ("Imperatrice"). Nell'800, considerando vacante il trono di Costantinopoli perché retto da una donna che per di più si era appropriata illegalmente del potere con un colpo di Stato, il papa elesse Imperatore dei Romani il Re dei Franchi e dei Longobardi Carlo Magno; l'incoronazione venne considerata illegittima da Costantinopoli e Carlo Magno cercò di risolvere il problema proponendo a Irene di sposarlo in modo da unificare Occidente e Oriente; tuttavia il piano fallì a causa di un golpe che detronizzò Irene.
Assunse il trono Niceforo I (803-811), il quale, nel tentativo di porre rimedio alle riforme fiscali di Irene che avevano danneggiato il bilancio dello Stato, cercò di risanare il bilancio alzando le tasse. I provvedimenti fiscali di Niceforo - definiti da Teofane Confessore i "dieci misfatti" - gli attirarono una certa impopolarità specialmente tra il ceto monastico, ma erano necessari per il bene dello Stato. Durante il regno di Niceforo, Bisanzio iniziò a recuperare il controllo della Grecia slavizzata, ma subì una catastrofica sconfitta contro i Bulgari nell'811 a causa di un'imboscata nella quale finì ucciso lo stesso Imperatore. La capitale sembrò a questo punto in pericolo a causa della minaccia bulgara, ma i suoi successori riuscirono a stabilizzare la situazione, salvando l'Impero dai Bulgari.
Nel frattempo gli iconoclasti tornarono al potere con Leone V (813-820), che ripristinò l'iconoclastia. I suoi successori appartenenti alla dinastia amoriana - Michele II (820-829) e Teofilo (829-842) - mantennero l'iconoclastia (soprattutto Teofilo), ma questa venne poi abolita all'inizio del regno del figlio di Teofilo, Michele III, nell'843, per opera della madre e reggente di Michele III, Teodora. Vennero però perse le isole di Creta (nell'863, riconquistata solo nel 961) e la Sicilia (conquistata dagli emiri di Kairouan tra l'827 e il 902). Il più grande traguardo di quell'epoca fu invece la cristianizzazione di gran parte dell'Europa orientale da parte della Chiesa greca.

### Nuovo apogeo

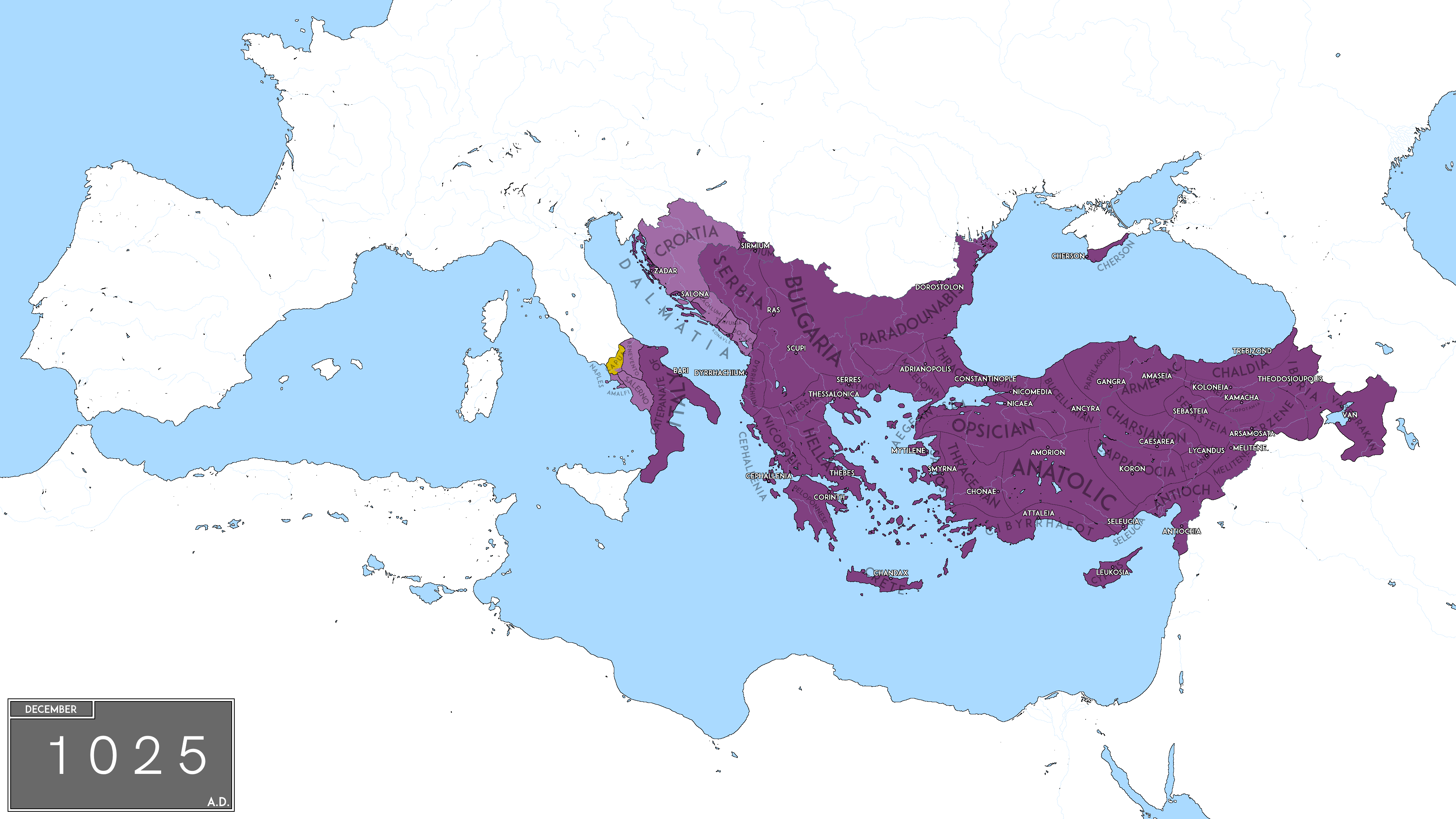
L'Impero bizantino sotto Basilio II nel 1025.

L'Impero raggiunse un periodo di grande splendore sotto gli imperatori macedoni, tra la fine del IX e l'inizio dell'XI secolo. Durante questi anni l'Impero resistette alla pressione della Chiesa Romana per rimuovere il Patriarca Fozio e guadagnò il controllo del Mare Adriatico, di parte dell'Italia e di molti dei territori in mano ai Bulgari. Questi vennero completamente sconfitti da Basilio II nel 1018. Nella campagna contro di essi, Basilio II si guadagnò il soprannome di Bulgaroctono, che significa "sterminatore di bulgari". L'Impero si guadagnò anche un nuovo alleato (ma talvolta anche un nemico) nel nuovo stato russo di Kiev, dal quale l'Impero ricevette un'importante forza mercenaria, la Guardia Variaga.
Come Roma in precedenza Bisanzio presto cadde in un periodo di difficoltà, causate in gran parte dalla crescita dell'aristocrazia terriera, che minò il sistema dei themata. Fronteggiando i suoi vecchi nemici, il Sacro Romano Impero e il Califfato abbaside, avrebbe potuto riprendersi, ma nello stesso tempo nuovi invasori apparvero sulla scena, che avevano pochi motivi per rispettare la sua reputazione - i Normanni, che conquistarono l'Italia meridionale, e i turchi Selgiuchidi, che erano principalmente interessati nello sconfiggere l'Egitto, ma compirono comunque delle mosse in Asia Minore, la principale area di reclutamento delle armate bizantine. Con la sconfitta a Manzicerta dell'Imperatore Romano IV nel 1071 da parte di Alp Arslan, Sultano dei Selgiuchidi, molte di quelle province furono perse. La divisione finale tra Chiesa cattolica e Chiesa ortodossa avvenne anch'essa in questo periodo, con la loro mutua scomunica nel 1054.
Nel 961 Creta venne riconquistata con una spedizione. Non è nota la località in cui sbarcarono le truppe imperiali, anche se allo sbarco seguì immediatamente un aspro combattimento contro i Saraceni. Dopo tre giorni di relativa calma, in cui fu possibile portare a termine le operazioni di sbarco ed effettuare ricognizioni dell'isola, gli Arabi ritornarono all'attacco ma dovettero ripiegare alla volta di Candace, ritenuta imprendibile e stimata baluardo difensivo dell'intera isola. Raggiunta la capitale, Niceforo, pensando che non fosse possibile conquistare la città con un assalto diretto, fece iniziare i lavori necessari per un lungo assedio: cercò di isolare Candace sia via mare sia via terra, per prevenire eventuali tentativi di ricollegamento con la Siria, la Cilicia, l'Egitto e, persino, la lontana Andalusia. Una cosa è certa: le richieste di aiuto da parte dell'emiro di Creta al Califfo egiziano e a quello di Cordova, grazie al blocco navale, rimasero senza risposta, e le forze arabe che tentarono lo sbarco furono fatte a pezzi. Per il blocco via terra, la città fu circondata da un ampio fossato e da una palizzata.
Ciò nonostante non mancarono i tentativi per sbaragliare gli assedianti, risultati tutti infruttuosi. Tra questi quello del vecchio amera Kourupas che, al comando di quasi quarantamila uomini, inviati in buona parte dal Califfo d'Africa e in parte raccolti tra i superstiti dell'isola, guidò una spedizione contro il campo bizantino, per favorire la sortita degli assediati. L'operazione però fallì, anche perché Niceforo, grazie ad alcune informazioni segrete, riuscì a prevenire le mosse del nemico: ne derivò una terribile strage dei difensori di Candace.
Durante il lungo assedio (dall'estate 960 alla primavera 961) non mancarono atti di crudeltà da parte di Foca e del suo esercito. È riferito che:
(Teodosio Diacono II 60-69; trad. G. Attanasio, 1995)
Sempre Teodosio Diacono afferma che:
(Teodosio Diacono III 173-195; trad. G. Attanasio, 1995))
Nei sette mesi di assedio anche i musulmani di Creta e quelli d'Africa tentarono più volte di rompere il blocco per soccorrere gli abitanti di Candace che erano ormai ridotti alla fame, ma che rifiutavano di arrendersi conoscendo il terribile destino a cui sarebbero andati incontro. La situazione, tuttavia, non fu facile neppure per le truppe imperiali, tanto che Bringa fu costretto a inviare nuovi rifornimenti e scorte per impedire lo scompaginamento dell'esercito. Il tutto fu aggravato anche da una carestia che si era propagata a macchia d'olio per tutto l'Oriente e che rendeva difficile il reperimento di generi alimentari.
Candace, però, cadde il 7 di marzo 961, quando fu sferrato l'assalto diretto, preceduto da un lungo bombardamento delle mura da parte delle macchine da guerra; seguì la rapida sottomissione dell'intera isola. Lo stesso Niceforo Foca organizzò e guidò la successiva riorganizzazione: fece abbattere le mura di Candace, oramai devastata dal lungo saccheggio, anni di pirateria vi avevano fatto, infatti, affluire grandi ricchezze, e costruire la fortezza di Temenos su una collina adiacente per le truppe di stanza, in gran prevalenza armene; favorì la ricristianizzazione della popolazione e la ricostruzione dei luoghi di culto, avvalendosi della collaborazione dell'amico d'infanzia Atanasio, futuro rinnovatore del monachesimo del monte Athos. Successivamente lo stesso Niceforo Foca e il suo nipote e generale Giovanni Zimisce attaccarono la Siria. Nel 962 la città di Aleppo si arrese ai Bizantini, nel 963 Giovanni Zimisce nella battaglia della "Collina Sanguinaria" riconquistò buona parte della Cilicia, nel 964 Adana e Anazarba furono conquistate; tuttavia solo l'anno dopo, nel 965 con la conquista di Mamistra e di Tarso, la Cilicia fu interamente riconquistata. Nello stesso anno anche Cipro fu riconquistata. Nel 969 anche Antiochia, città di importanza vitale e sede di un Patriarcato della Pentarchia, fu nuovamente annessa a Bisanzio. Nel 970 Zimisce, oramai divenuto imperatore, occupò la Siria fino alla città di Damasco e successivamente la Palestina nel 975: era arrivato alle porte di Gerusalemme, tuttavia non assediò la Città Santa perché capì di essere troppo isolato dal resto dell'esercito. Si ripromise che l'anno seguente la città sarebbe stata riconquistata, ma purtroppo una volta ritornato a Costantinopoli l'Imperatore morì. Gli succedette Basilio II.
Un'altra campagna contro i musulmani avvenne quando Basilio II stava conducendo la guerra in Macedonia, la Siria fu invasa dai Fatimidi, che inflissero ai Bizantini una sconfitta sull'Oronte (15 settembre 994) e strinsero d'assedio Aleppo. L'Imperatore dovette interrompere momentaneamente la campagna contro i Bulgari per correre a salvare l'Oriente dalla capitolazione.
Nel 995 Basilio II radunò quarantamila uomini ad Antiochia in modo da trasportare velocemente il suo esercito di fanteria verso la Siria a dorso di mulo. Le regioni limitrofe, difatti, erano sconquassate da disordini, causati dai musulmani e i soldati giunsero appena in tempo per riuscire a difendere Aleppo. In breve l'imperatore riuscì a sconfiggere l'esercito islamico, che si ritirò in Siria, e a occupare Raphamea e Emesa.
A questa spedizione si aggiunse la distruzione del regno Bulgaro. Tra il 1001 e il 1004 Basilio iniziò una campagna punitiva contro i Bulgari, che procedette lenta ma con ottimi risultati e grazie alla quale i Bizantini riuscirono a riconquistare tutta la penisola balcanica orientale. Inizialmente Basilio invase e occupò i dintorni di Serdica, successivamente invase la Macedonia, riconquistò la Tessaglia ed espugnò, dopo un assedio di otto mesi, la fortezza di Vidin, lungo il corso del Danubio.
Da quella fortezza Basilio si diresse a meridione, dove inflisse un'altra sconfitta a Samuele presso il fiume Vardar (1004).
Dopo queste vittorie, con le quali aveva strappato a Samuele metà del suo impero, Basilio decise di tornare a Costantinopoli. L'anno successivo, ripresa la campagna, riuscì a espugnare Durazzo grazie a un provvidenziale tradimento. Degli anni successivi di campagne non sappiamo molto.
L'odio dell'imperatore contro i Bulgari, causato dalla disastrosa campagna condotta contro di loro vent'anni prima, non era stato attenuato dal tempo. Dopo la vittoria conseguita nell'alta valle dello Strimone, il 4 ottobre del 1014, nella battaglia di Kleidion, la sua ferocia nel punire la popolazione fu tale da fargli assumere l'appellativo di Bulgaroctono, ovvero "massacratore di Bulgari". Essendogli sfuggito lo zar Samuele di Bulgaria (997-1014) Basilio catturò circa 14000 Bulgari, li accecò tutti e li mandò dal loro re, che nel frattempo era riparato nella fortezza di Prespa (Macedonia). Essi erano stati messi in fila a gruppi di cento, e al primo della fila era stato cavato un occhio solo, in modo che potesse condurre i suoi compagni. Lo Zar, sconvolto, morì due giorni dopo, vedendo come la sua grande armata era stata distrutta.
A Samuele succedette il figlio Gabriele, che implorò la pace offrendosi di diventare vassallo dell'Impero; Basilio rifiutò e continuò l'offensiva, conquistando altre città. Gabriele morì nel 1015 ucciso da Giovanni, suo cugino, che gli succedette; il nuovo zar tentò di nuovo di giungere alla pace, dicendo di essere disposto ad accettare il vassallaggio. In un primo momento l'Imperatore bizantino accettò ma quando vide che, nonostante i patti, lo zar avesse pianificato di aggredire Durazzo, il basileus si infuriò e attaccò Giovanni, conquistando Ocrida e accecando i prigionieri.
A questo punto i Fatimidi invasero di nuovo l'oriente conquistando il protettorato bizantino di Aleppo mentre il re di Georgia Giorgio aveva aggredito il thema di Iberia, ma Basilio non si fece distrarre da tali offensive e continuò la conquista di ciò che rimaneva del potente Impero bulgaro. Giovanni tentò una disperata resistenza, ma morì nel tentativo di espugnare Durazzo (febbraio 1018). Venuto a conoscenza della morte dello zar, Basilio decise di condurre l'offensiva finale, occupando di nuovo Ocrida (recuperata poco tempo prima da Giovanni) e annettendo completamente la Bulgaria occidentale all'Impero. Con questa vittoria Basilio riportò tutta la penisola balcanica sotto il controllo dell'Impero. Basilio celebrò la vittoria prima nel Partenone di Atene, da tempo trasformato in chiesa cristiana, e successivamente a Costantinopoli.

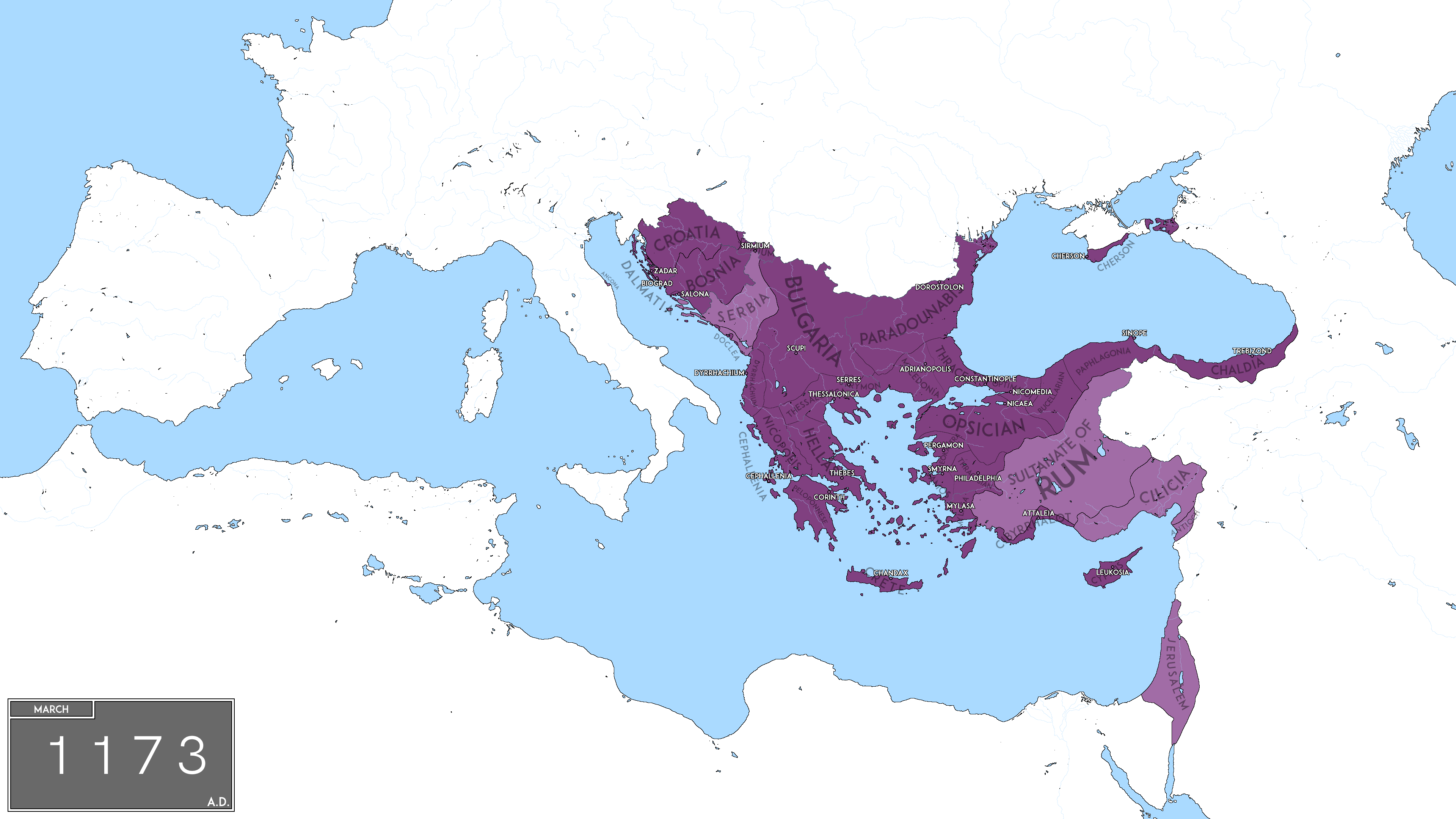
L'Impero bizantino sotto Manuele I nel 1173.

All'ascesa al trono di Alessio nel 1081 l'Impero versava in condizioni gravissime, circoscritto a Grecia e Macedonia, finanziariamente sul lastrico e scosso da violente lotte intestine. Mai in tutta la storia era stato così vulnerabile. La disastrosa sconfitta di Manzicerta da parte dei Turchi selgiuchidi, avvenuta solo sette anni prima, aveva avuto pesanti strascichi: la perdita dell'Asia minore (circa metà dei possedimenti imperiali) privava Costantinopoli della vitale fonte di reclutamento per il suo esercito costituita dalle provincie anatoliche, la indeboliva fortemente sul piano economico e lasciava la capitale direttamente esposta agli attacchi dei nemici. Inoltre i Normanni della Sicilia avevano approfittato della temporanea debolezza militare dell'impero per sferrare un'offensiva decisiva contro le roccaforti greche in Italia, cacciando i Bizantini da tutto il meridione.
Meno di un secolo dopo avere raggiunto il suo apogeo, sotto Basilio II, l'impero bizantino era caduto in una situazione che faceva temere addirittura il suo collasso.
I crociati, prima di conquistare la Terra Santa, si recarono a Costantinopoli e di qui iniziarono il loro viaggio.
Sfruttando gli attacchi crociati contro i Turchi Alessio Comneno attaccò i Turchi riprendendo i territori persi: l'opera fu continuata da suo figlio Giovanni II Comneno e da suo nipote Manuele Comneno.

### Decadenza

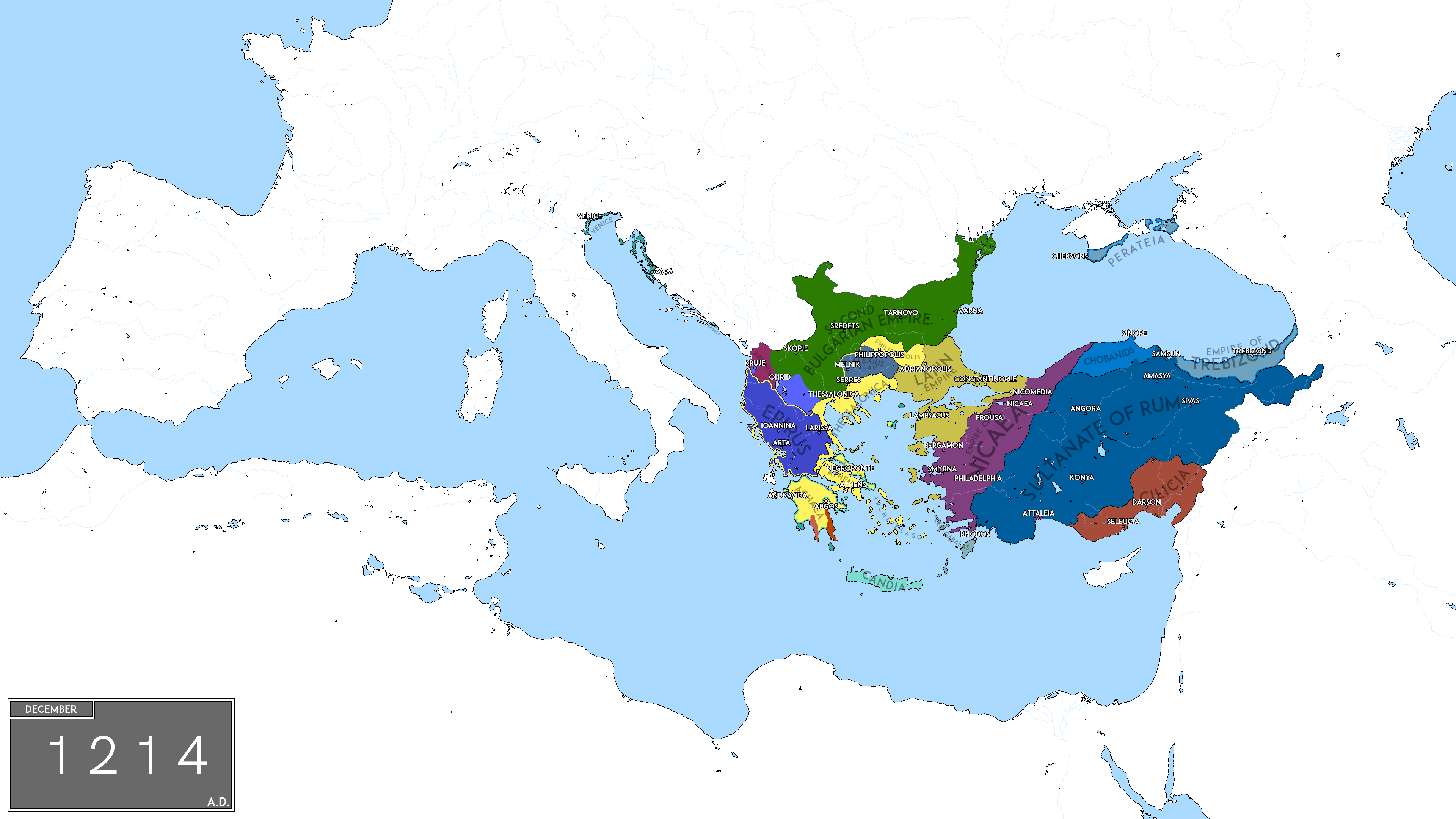
La frammentazione dell'Impero bizantino dopo il 1204: l'Impero latino (ocra) con i suoi vassalli (Ducato di Atene, Ducato di Nasso, Regno di Tessalonica, Marchesato di Bodonitsa, Principato d'Acaia e Signoria di Negroponte; questi ultimi due a loro volta erano colonie della Repubblica di Venezia, in turchese, insieme al Ducato di Candia in celestino).
L'Impero di Nicea (viola), l'Impero di Trebisonda insieme ai territori della Perateia (blu sfumato), il Despotato d'Epiro (indaco) e il Principato di Arbanon (fucsia scuro); in più è rappresentato anche l'Impero bulgaro (verde)

Federico Barbarossa intraprese azioni ostili contro l'Impero bizantino durante la terza crociata, ma fu la quarta che ebbe gli effetti più devastanti. Anche se l'intento della crociata era di conquistare l'Egitto, sotto l'influenza dei Veneziani e al comando del marchese del Monferrato, la crociata espugnò Costantinopoli nel 1204. Come risultato venne fondato un regno feudale di breve durata, l'impero latino di Costantinopoli (vedi Battaglia di Adrianopoli), e il potere bizantino fu indebolito permanentemente. Oltre alle conquiste territoriali il doge di Venezia fu insignito del titolo di “Signore di un quarto e mezzo dell'Impero Romano d'Oriente” ottenendo così la facoltà di nominare il patriarca latino di Costantinopoli e la possibilità di inviare un rappresentante veneziano nel governo dell'Impero latino d'Oriente. A tutti gli effetti il doge rifiuto’ formalmente la nomina ufficiale ma divento’ il nuovo imperatore latino “de facto” e ogni doge detenne questa prerogativa fino alla fine della repubblica, rivendicando la carica di imperatore romano.
Dall'impero latino scaturirono tre Stati bizantini: l'Impero di Nicea, il Despotato d'Epiro e l'Impero di Trebisonda. Il primo, controllato dalla dinastia dei Paleologi, riuscì a riconquistare Costantinopoli nel 1261 e sconfisse l'Epiro, rivitalizzando l'Impero ma dando troppa attenzione all'Europa in un periodo in cui le province asiatiche avrebbero dovuto essere la preoccupazione principale.
A causa di due guerre civili (quella del 1321-1328 e quella del 1341-1347) logoranti e protratte nel tempo durante la prima metà del XIV secolo, l'Impero bizantino non si sollevò mai più e durante la sua ultima fase di vita, ovvero quella della dinastia Paleologa successiva alla quarta crociata, era solamente un potentato regionale di cultura greca, più che un impero.
Per un po' di tempo l'impero, con i pochi territori ancora sotto il suo controllo, sopravvisse semplicemente perché Selgiuchidi, Tartari (come erano chiamati i Mongoli) e Persiani Safavidi erano troppo divisi per potere attaccare.
Alla fine i Turchi ottomani invasero tutti i possedimenti a nord del Bosforo con l'eccezione di alcune città portuali. Gli ottomani (nucleo originario del futuro Impero ottomano) costituirono uno Stato indipendente sostituendosi al Sultanato di Rum, retto dai Selgiuchidi (ormai declinante dopo la sconfitta nel 1243 per mano mongola nella battaglia di Köse Dağ) per merito di ʿOthmān I Ghāzī, figlio di Ertuğrul, il cui nome, a partire dal 1281, servirà a indicare la dinastia ottomana da lui fondata.
L'Impero si appellò all'Occidente in cerca di aiuto, tuttavia i diversi stati europei posero come condizione la riunificazione della Chiesa cattolica e di quella Ortodossa. L'unità delle Chiese fu considerata e occasionalmente imposta legalmente, eppure i cristiani ortodossi non accettarono il cattolicesimo romano. Alcuni combattenti occidentali arrivarono in aiuto di Bisanzio, ma molti preferirono lasciare soccombere l'Impero e non fecero nulla quando gli Ottomani conquistarono i territori rimanenti, portando la loro capitale ad Adrianopoli.
La salvezza momentanea di Costantinopoli fu l'arrivo dei Timuridi guidati da Tamerlano, che nel 1402 nella battaglia di Ancyra in Anatolia, sconfissero pesantemente gli ottomani, catturando il loro sultano Bayezid I.

#### Caduta di Costantinopoli

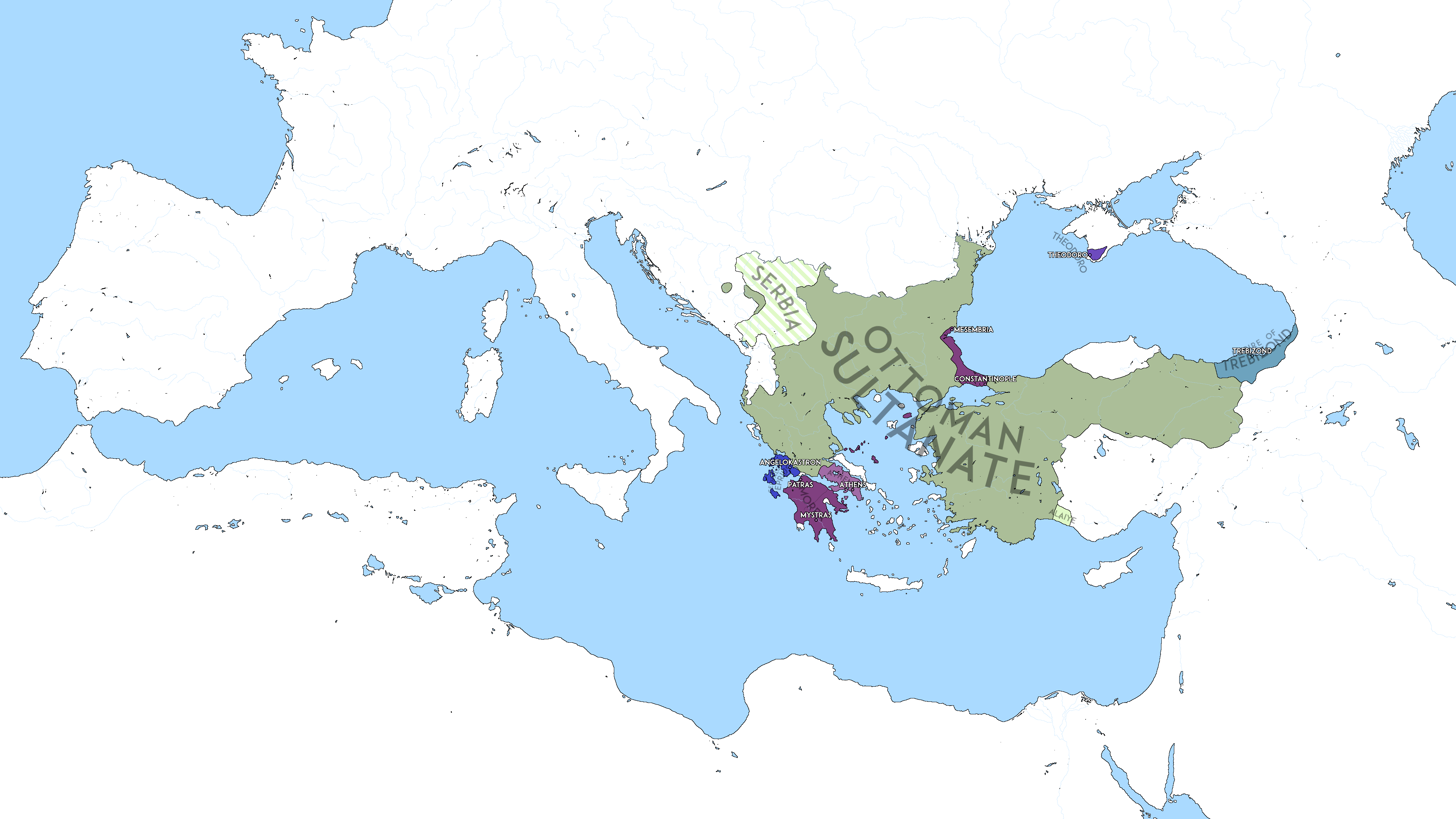
L'impero bizantino (in viola) nel XV secolo, prima della caduta di Costantinopoli

Costantinopoli fu in principio risparmiata grazie alle sue possenti difese, però, con l'avvento dei cannoni, le mura (che in oltre mille anni erano state superate solo dalla quarta crociata) ora non offrivano più una protezione adeguata di fronte alla nuova tecnologia. La caduta di Costantinopoli alla fine arrivò il 29 maggio 1453, dopo un assedio di due mesi comandato dal giovane sultano Maometto II.
Costantino XI Paleologo, nonostante gli fosse stato consigliato di fuggire in Morea, volle restare nella città fondata dall'omonimo imperatore romano Costantino il Grande e fu visto per l'ultima volta mentre entrava in combattimento contro i Giannizzeri ottomani che avanzavano pericolosamente, presumibilmente perdendo la vita sul campo.
Maometto II conquistò anche Mistra nel 1460 e Trebisonda nel 1461, ponendo così fine agli ultimi baluardi bizantini.

## Cultura

### Economia
L'economia bizantina fu tra le più avanzate in Europa e nel Mediterraneo per molti secoli. L'Europa, in particolare, non fu in grado di competere con la potenza economica bizantina fino al tardo Medioevo. Costantinopoli era un importante centro di una rete commerciale che in varie epoche si estendeva lungo pressappoco tutta l'Eurasia e il Nord Africa; inoltre era il primario capolinea occidentale della celebre via della seta. Vari studiosi sostengono che, fino all'arrivo degli Arabi nel VII secolo, l'Impero aveva l'economia più prospera del mondo. Le conquiste arabe, tuttavia, avrebbero portato a un sostanziale capovolgimento di fortune contribuendo a un periodo di declino e stagnazione. Le riforme di Costantino V (c. 765) segnarono l'inizio di una ripresa che si protrasse fino al 1204.
Dal X secolo fino alla fine del dodicesimo l'impero bizantino proiettò un'immagine di estrema ricchezza e lusso, e i viaggiatori erano impressionati dalle ricchezze accumulate nella capitale. Tutto questo mutò con la quarta crociata, che fu cagione di una catastrofe economica da cui Bisanzio non si riprese più, nonostante i tentativi di ripresa da parte dei Paleologhi. Gradualmente perse anche la sua influenza sulle modalità di commercio e sui meccanismi di prezzo, oltre al controllo sul rilascio di metalli preziosi e, a dire di molti studiosi, persino sulla coniazione delle monete.
Una delle fondamenta economiche dell'Impero era il commercio. I tessuti devono essere stati di gran lunga le più importanti merci di esportazione; la seta era certamente importata in Egitto, oltre che in Bulgaria, e in Occidente. Lo Stato controllava strettamente sia il commercio interno sia quello con altre nazioni, e mantenne il monopolio della coniazione di monete. Il governo esercitava un controllo formale dei tassi di interesse, e fissava i parametri per le attività delle corporazioni, per le quali avevano un particolare interesse. L'Imperatore e i suoi ufficiali intervenivano a volte nelle crisi per assicurare l'approvvigionamento alla capitale, e a tenere basso il prezzo dei cereali. Inoltre il governo spesso raccoglieva parte del surplus tramite le tasse, e lo rimetteva in circolazione, tramite ridistribuzione in forma di salari agli ufficiali di stato, o investendo in opere pubbliche.

### Scienza, medicina, diritto
Le opere scritte dell'Antichità classica mai cessarono di essere coltivate in Bisanzio. Di conseguenza, la scienza bizantina fu sempre intimamente connessa con la filosofia antica, e con la metafisica. Sebbene più volte i Bizantini avessero fatto grossi progressi nella scienza applicata (si veda la costruzione di Hagia Sophia), dopo il VI secolo gli studiosi bizantini diedero pochi nuovi contributi alla scienza nel senso di sviluppare nuove teorie o sviluppare le idee di autori classici. Lo studio delle scienze declinò particolarmente durante gli anni oscuri della pestilenza e delle conquiste islamiche, ma successivamente, durante il cosiddetto rinascimento bizantino (fine del primo millennio), gli studiosi bizantini si riaffermarono come esperti nelle scienze nei quali Arabi e Persiani avevano fatto i maggiori progressi, particolarmente in astronomia e matematica.
Nell'ultimo secolo di vita dell'Impero, i grammatici bizantini trasferitisi in Italia ebbero il merito di portare opere letterarie e grammaticali greche nell'Italia rinascimentale. Durante questo periodo, l'astronomia e altre scienze matematiche venivano insegnate a Trebisonda; la medicina attrasse l'interesse di pressoché tutti gli studiosi.
Nel campo del diritto, le riforme di Giustiniano I ebbero un'evidente influenza sull'evoluzione della giurisprudenza, e l'Ecloga di Leone III influenzò la formazione di istituzioni giuridiche nel mondo slavo.

### Religione

Come simbolo ed espressione del prestigio universale del Patriarcato di Costantinopoli, Giustiniano I edificò la Chiesa della Santa Sapienza divina, Hagia Sophia, che venne completata nel breve periodo di quattro anni e mezzo (532–537)

Fu da questa contrapposizione tra cultura latina della parte occidentale e cultura ellenistica della parte orientale che nacquero i due grandi filoni, romano e greco-ortodosso, della Chiesa, con caratteristiche molto differenti nel rapporto con l'imperatore. La Chiesa greco-costantinopolitana, a differenza di quella romano-latina, non aveva margini per un'attività politica per la costante supervisione dell'imperatore, che era interessato a evitare troppi spazi d'autonomia o il sorgere di nuove controversie teologiche che minassero l'unità dell'Impero, caratterizzato già di suo da popolazioni divise per tradizioni culturali e linguistiche (siriaca, copta, armena, oltre alla greca) e da interessi economici contrastanti. Nella parte occidentale, invece, il papa di Roma si era arrogato un documento (falso), la donazione di Costantino, e si era posto, stante l'instabilità e il declino del potere centrale dell'imperatore d'Occidente, come erede dell'Impero romano d'Occidente, iniziando a impossessarsi direttamente del titolo o a concederlo ad altri sovrani tramite le cerimonie che appartenevano all'imperatore.
La sopravvivenza dell'Impero in Oriente assicurò all'Imperatore un ruolo attivo negli affari della Chiesa. Lo Stato bizantino ereditò dall'epoca pagana la routine, amministrativa e finanziaria, di amministrare affari religiosi, e questa routine fu applicata alla Chiesa. Seguendo la tesi di Eusebio di Cesarea, i Bizantini vedevano l'Imperatore come un rappresentante o messaggero di Cristo, responsabile particolarmente della propagazione del Cristianesimo tra i pagani, e degli affari "estranei" alla religione, come l'amministrazione e le finanze. Il ruolo imperiale, tuttavia, negli affari ecclesiastici non si è mai sviluppato in un sistema giuridicamente definito.
Il cristianesimo non fu mai pienamente unito, poiché esistevano le eresie. La Chiesa di Stato dell'Impero romano, poi Chiesa ortodossa, non rappresentò mai tutti i cristiani dell'Impero. Il nestorianesimo, eresia del patriarca di Costantinopoli del V secolo Nestorio, si staccò dalla chiesa imperiale portando alla formazione della Chiesa d'Oriente. Un ulteriore scisma accadde quando le Chiese ortodosse orientali si staccarono dalla Chiesa imperiale non avendo accettato le dichiarazioni del Concilio di Calcedonia. Oltre a queste Chiese secessioniste, esistevano numerose altre eresie (come l'arianesimo) al principio dell'Impero, sebbene al tempo della caduta di Roma (V secolo) l'arianesimo fosse per lo più limitato ai popoli germanici dell'Europa occidentale. Comunque, nel tardo periodo bizantino, l'ortodossia rappresentava la maggioranza dei cristiani dell'Impero. Gli Ebrei erano una significativa minoranza religiosa nell'Impero. Nonostante fossero in taluni periodi perseguitati, essi erano generalmente tollerati, sebbene, a partire dal 70, fossero costretti a pagare una tassa speciale.
Con il declino di Roma, e i conflitti con gli altri patriarcati orientali, la Chiesa di Costantinopoli divenne, tra il sesto e l'XI secolo, il centro del Cristianesimo più ricco e più influente. Anche quando l'Impero venne ridotto a solo un'ombra di quello che era una volta, la Chiesa, come istituzione, non aveva mai esercitato così tanta influenza sia dentro sia fuori dai confini imperiali. Secondo Georg Ostrogorsky il Patriarcato di Costantinopoli rimase il centro del mondo ortodosso, con diocesi metropolitane subordinate e arcivescovati in Asia Minore e Balcani, ora persi da Bisanzio, come anche nel Caucaso, Russia e Lituania. La Chiesa rimase l'elemento più stabile dell'Impero bizantino.

### Arte e letteratura

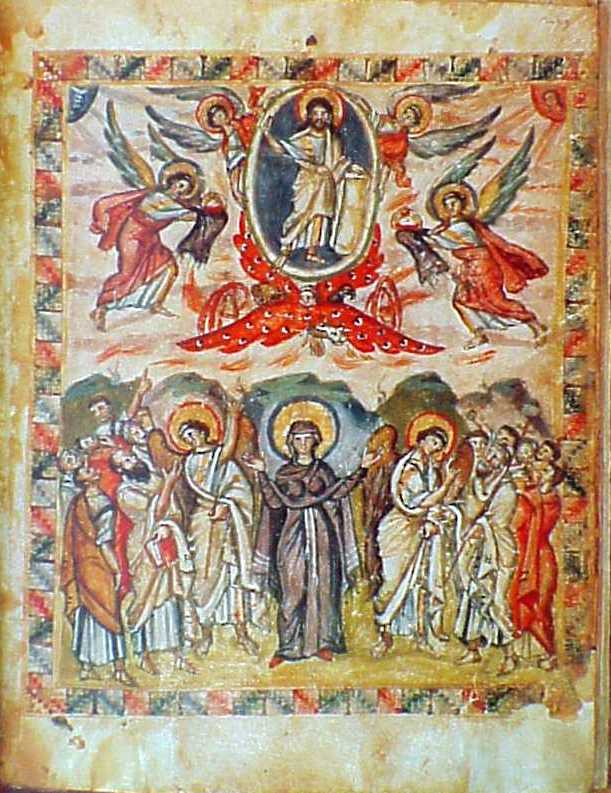
Miniature del VI secolo (tratte dai Vangeli Rabbula) mostrano la natura astratta e simbolica dell'arte bizantina.

L'arte bizantina è quasi interamente a tema religioso. Le forme bizantine si diffusero per commercio e per conquista in Italia e in Sicilia, dove esse persistettero in forma modificata fino al XII secolo, ed ebbe influenze formative sull'arte rinascimentale italiana. Grazie all'espansione della Chiesa Ortodossa Orientale, le forme bizantine si diffusero anche nell'Europa orientale, come per esempio la Russia. Influenze dell'architettura bizantina, particolarmente negli edifici religiosi, possono essere trovate in diverse regioni dall'Egitto e l'Arabia alla Russia e alla Romania.
Nella letteratura bizantina si intrecciano quattro elementi culturali diversi: quello greco, quello cristiano, quello latino, e quello orientale. La letteratura bizantina è spesso classificata in cinque settori: opere storiche e annalistiche, opere enciclopediche (come quelle del Patriarca Fozio, Michele Psello, e Michele Coniata, considerati i più grandi enciclopedisti che Bisanzio abbia mai avuto) e saggi, e poesie secolari (l'unica genuina epica eroica dei Bizantini è il Digenis Acritas). I rimanenti due settori sono: la letteratura ecclesiastica e teologica, e la poesia popolare. Dei circa 2 000-3 000 volumi di letteratura bizantina sopravvissuti, solo trecentotrenta riguardano la poesia secolare, la storia, la scienza e la pseudo-scienza. Mentre il periodo più florido per la letteratura secolare bizantina va dal IX al XII secolo, la sua letteratura religiosa (sermoni, libri liturgici e poesie, opere teologiche, trattati devozionali ecc.) si sviluppò molto prima: il rappresentante di questo genere più preminente fu Romano il Melode, vissuto ai tempi di Giustiniano.

### Governo e burocrazia

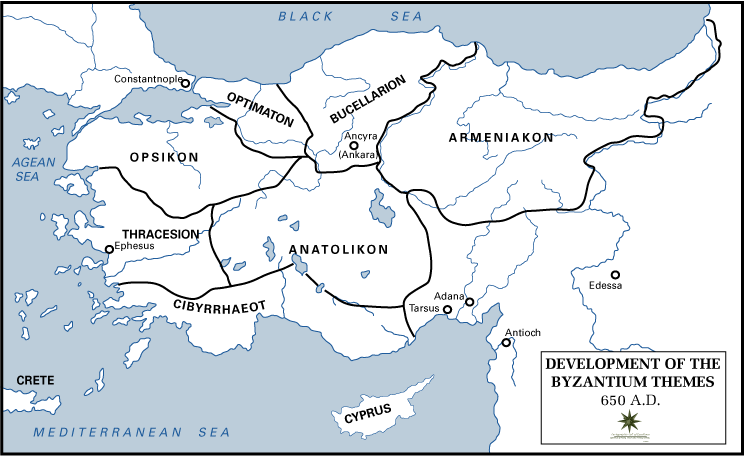
I themata circa 650

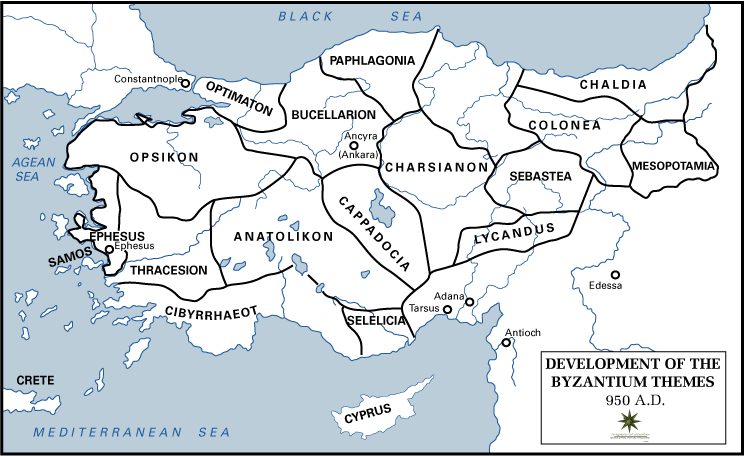
I themata circa 950

Nello Stato bizantino l'imperatore era un monarca assoluto, la cui autorità veniva considerata di origine divina. Il Senato cessò di avere una reale autorità politica e legislativa ma rimase come un concilio onorario con membri titolari. Dalla fine dell'ottavo secolo, un'amministrazione civile centrata sulla corte fu formata come parte di un consolidamento a larga-scala del potere nella capitale (l'ascesa dei sacellari è relativa a questo cambiamento). La riforma più importante di questo periodo è l'istituzione dei temi (themata, θέματα), in cui l'amministrazione civile e militare è esercitata da una sola persona, lo strategos.
Nonostante l'occasionale uso denigratorio del termine "bizantino" la burocrazia bizantina in realtà mostrò nel corso dei secoli una grossa abilità a riadattarsi alla situazione dell'impero. Il sistema di titolatura e precedenza bizantino rende l'amministrazione imperiale una burocrazia ordinata ai moderni osservatori. Gli ufficiali erano disposti in ordine rigoroso intorno all'imperatore, e dipendevano dalla volontà imperiale per il loro rango. Vi erano anche veri lavori amministrativi, ma l'autorità poteva venire assegnata agli individui e non alle cariche.
Nel VIII e IX secolo il servizio civile costituiva il percorso privilegiato per gli individui di rango aristocratico, ma, a partire dal IX secolo, l'aristocrazia civile dovette subire la rivalità con l'aristocrazia nobiliare. Secondo alcuni studiosi di governo bizantino, la politica dell'XI secolo fu dominata dalla competizione tra l'aristocrazia civile e militare. Durante questo periodo, Alessio I intraprese delle importanti riforme amministrative, tra cui la creazione di nuove dignità e cariche di corte.

### Diplomazia
Dopo la caduta di Roma, la sfida chiave per Bisanzio era mantenere delle relazioni con gli stati confinanti. Quando queste nazioni crearono le proprie istituzioni politiche, prendevano spesso a modello Costantinopoli. La diplomazia bizantina ben presto riuscì ad attirare i suoi vicini in una rete di relazioni internazionali tra Stato e Stato. Tale rete riguardava il fare trattati e l'accoglimento di un nuovo regnante nella famiglia dei re, oltre all'assimilazione dei valori e delle istituzioni bizantine. Laddove gli scrittori classici facevano distinzioni etiche tra pace e guerra, i Bizantini consideravano la diplomazia una forma di guerra combattuta con altri mezzi. Per esempio un'eventuale minaccia bulgara poteva essere affrontata fornendo denaro ai Rus di Kiev. La Chiesa ortodossa mantenne inoltre una funzione diplomatica e la diffusione della professione ortodossa era un obbiettivo diplomatico fondamentale per l'Impero.
La Diplomazia all'epoca aveva anche una funzione di raccogliere informazioni segrete oltre alla sua funzione puramente politica. Il Bureau dei Barbari a Costantinopoli aveva il compito di registrare ogni informazione riguardante i "Barbari", e si trattava forse di una sorta di servizi segreti dell'epoca. J.B. Bury riteneva che l'ufficio supervisionava tutti gli stranieri visitanti Costantinopoli, e che erano sotto la supervisione del Logoteta del Corso. Anche se alla superficie la sua funzione principale era assicurarsi che gli inviati stranieri fossero trattati adeguatamente e ricevessero abbastanza fondi statali per il loro mantenimento (venivano assunti inoltre degli interpreti), aveva chiaramente anche una funzione di sicurezza. Nello Strategikon, del VI secolo, si legge: "[Gli inviati] che vengono inviati a noi dovrebbero essere ricevuti con onore e generosità [...]. I loro assistenti, tuttavia, dovrebbero essere tenuti sotto sorveglianza per impedire che ottengano informazioni ponendo delle domande al nostro popolo."
I Bizantini si servivano di varie tattiche diplomatiche. Per esempio spesso i Bizantini trattenevano nella capitale membri di dinastie reali estere per anni, non solo come potenziali ostaggi, ma anche come utili pedine nel caso le condizioni politiche dello Stato da dove venivano fossero cambiate. Un'altra tattica fondamentale era sopraffare i visitatori con sontuose esposizioni. A dire di Dimitri Obolensky, la preservazione della civiltà nell'Europa orientale è dovuta all'efficacia e alla pienezza di risorse della diplomazia bizantina, che resta uno dei contributi più duraturi di Bisanzio alla storia dell'Europa.

### Lingue

#### Latino

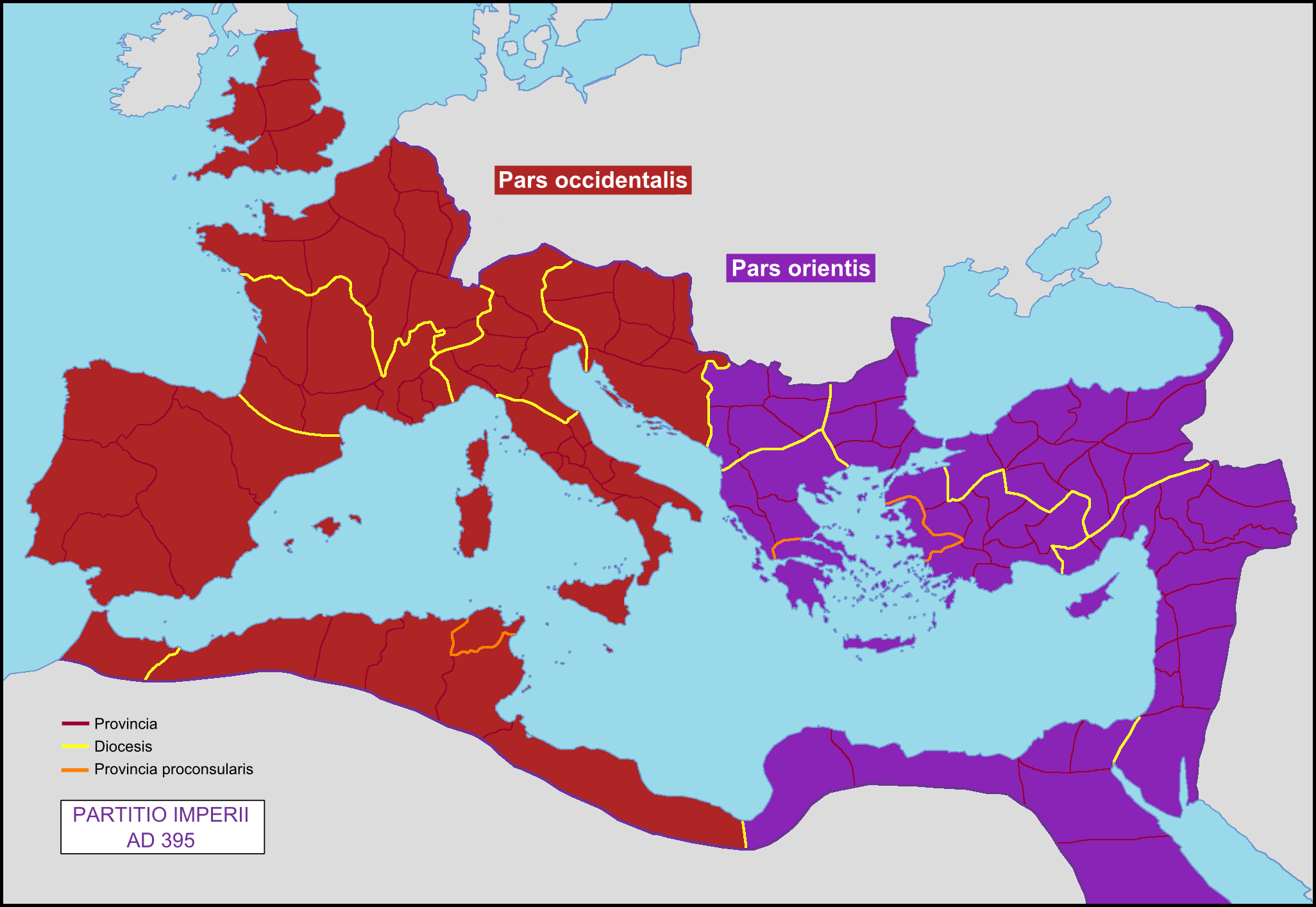
La divisione dell'Impero romano alla morte di Teodosio I, l'Impero romano d'Oriente (in viola) andò al primogenito Arcadio, l'Impero romano d'Occidente (in rosso) andò al secondogenito Onorio

Fino agli inizi del VII secolo il latino fu la lingua ufficiale dell'Impero e idioma d'uso della massima parte degli abitanti delle province danubiane poste sotto sovranità bizantina (Mesia inferiore, Mesia superiore, Dacia Ripuaria, ecc.). Nel basso Danubio (Scitia) erano diffuse sia il latino sia il greco. Nel resto dei Balcani il latino era in uso nella zona costiera della Praevalitana, del Novo Epiro e in gran parte della Macedonia settentrionale. Da quest'ultima Provincia provenivano gli imperatori Giustino I e Giustiniano, entrambi di madrelingua latina. Era anche la lingua più parlata nelle province africane riconquistate da Giustiniano (533), nella Spagna bizantina, nell'Esarcato d'Italia ed ebbe una certa diffusione nella stessa Costantinopoli, la cui fondazione aveva portato « [...] la solennità dello Stato romano nel centro del mondo greco». Fu inoltre la lingua della corte imperiale fino a quando questa si mantenne legata ai militari che avevano tale idioma come unica lingua d'uso. Così « [...] il latino si perpetuò a Costantinopoli come una cosa naturale, come un elemento della maestosa facciata di un impero mondiale»; del resto « [...] anche per un greco il latino era sempre stato la lingua che esprimeva la maestà dello Stato...».
Con l'invasione degli Slavi, Avari e Proto-bulgari nei Balcani a partire dal VI secolo la latinità delle province danubiane e balcaniche entrò in un irreversibile processo di decadenza, mentre la perdita della maggior parte d'Italia, occupata dai Longobardi fra il 568 e il 576 circa, provocava un brusco ridimensionamento della componente latina, o latinofona, all'interno dell'Impero. Sempre nel VI secolo, a seguito di un processo iniziato dopo l'estinzione della dinastia teodosiana in Oriente, l'esercito romano, in quanto forza politica, era stato sostituito da una casta di alti funzionari e burocrati. Fu tale casta a esprimere imperatori come Anastasio I Dicoro e Giustiniano, mentre i latini propriamente detti si erano andati estinguendo nel corso del V secolo..».
Nel VI secolo, tuttavia, a Costantinopoli era ancora presente una cultura latina di alto profilo accanto a quella greca, propria delle parti orientali dell'impero ed erede dell'ellenismo. Il latino era utilizzato nella ricerca storica (basti pensare al celebre Giordane) e dominava non solo in campo giuridico (Codice giustinianeo, che andava a sostituire il Codice teodosiano, promulgato circa un secolo prima), ma anche in campo linguistico: la monumentale grammatica latina redatta da Prisciano di Cesarea fu la più diffusa in Europa e in Asia, insieme a quella di Elio Donato, durante tutta l'età medioevale. Ancora in pieno VI secolo, costituiva un vanto, per l'imperatore Giustiniano, essere di madrelingua latina, anzi, secondo lo storico Peter Brown «..si ha l'impressione che a Costantinopoli, e non nel villaggio natio, Giustiniano imparasse ad apprezzare il latino come lingua imperiale».
Ricordiamo infine che nella prima età bizantina il latino contribuì ad arricchire, con un gran numero di termini, il lessico della koinè greca (Κοινὴ Ἑλληνική) soprattutto in ambito amministrativo, legale, fiscale e militare. Nell'estratto di un documento ufficiale del 449, redatto in greco, la quasi totalità dei termini utilizzati sono latini.

#### Greco e altri idiomi

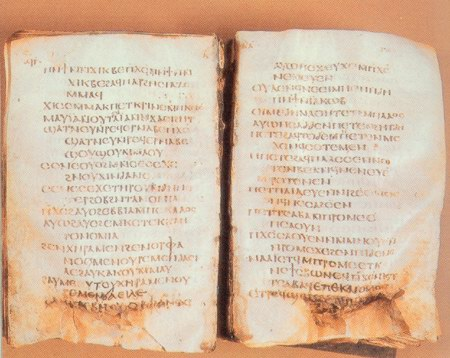
Il Salterio Mudil, il più antico salterio completo in lingua copta (Museo Copto, Egitto, Cairo copta)

Il greco, fin dal IV secolo a.C. si era ampiamente diffuso nelle terre bagnate dal Mediterraneo orientale come lingua d'uso, di cultura (arti, filosofia e scienza) e del commercio e tale rimase durante tutta la dominazione romana.
In campo religioso divenne anche la lingua comune della Chiesa cristiana nei suoi primi secoli di vita. I romani non ostacolarono, anzi, favorirono lo sviluppo di una cultura ellenizzante non solo nelle regioni tradizionalmente ellenofone, ma anche nell'Occidente latino e nella stessa Roma. Molti storici e letterati di cultura ed espressione elleniche, d'altra parte, subirono il fascino della romanità e ne acquisirono l'ideologia, i valori e, talvolta, ne adottarono la lingua stessa (basti pensare ad Ammiano Marcellino e Claudiano). Nel secolo che seguì il crollo dell'Impero romano d'Occidente, la lingua greca andò tuttavia acquistando nell'Oriente romano una chiara preminenza su quella latina non solo come lingua d'uso (che aveva del resto sempre avuto), ma anche nella pubblica amministrazione e negli ambienti ufficiali legati alla corte imperiale. Una corte, come si è visto precedentemente, sempre più sostenuta da un nutrito gruppo di funzionari e burocrati e non più dai militari romani. Solo nell'amministrazione della giustizia e nell'esercito continuò a utilizzarsi ampiamente il latino. Negli ultimi decenni del VI secolo i tempi erano ormai maturi per l'ascesa del greco come lingua ufficiale dell'Impero in sostituzione del latino.
Fu sotto il regno di Eraclio I (610-641) che la koinè greca si impose anche come lingua ufficiale dell'Impero. Il greco divenne in tal modo anche l'idioma impiegato, in forma pressoché esclusiva, nella Chiesa d'Oriente e nella terminologia politica e amministrativa: le vecchie province divennero altrettanti thema, il governatore stratega e l'imperatore stesso venne indicato con il titolo greco di basileus. La trasformazione fu facilitata dalla definitiva perdita di gran parte dei territori non ellenofoni e in particolare quelli di lingua copta, siriaca ed ebraica a seguito delle conquiste degli Arabi del VII secolo. Nell'Oriente romano il latino colto cadde rapidamente in disuso tra i ceti colti, mentre il latino volgare, in continuo arretramento nelle regioni balcaniche a vantaggio degli idiomi slavi, fu tollerato solo nell'Italia bizantina rimanendo comunque una lingua minoritaria dell'Impero. Riuscì tuttavia a dare vita, presso le popolazioni romane della Tracia alla lingua (Proto-) Rumena. Allo stesso modo si formò un'altra lingua neo-latina vernacolare sulla costa del Mar Adriatico; tale lingua si sarebbe successivamente evoluta nella lingua dalmata. Nell'Italia bizantina, il latino (successivamente evolutosi nell'italiano) continuò a essere utilizzato sia come lingua scritta (amministrativa e di cultura) sia come lingua d'uso dalla massima parte della popolazione.

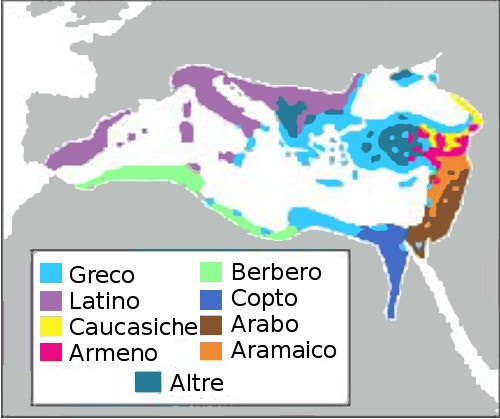
Lingue parlate nell'Impero d'Oriente al tempo di Giustiniano

Molte altre lingue erano parlate in questo impero multi-etnico, come, all'inizio del medioevo, il siriaco e aramaico, che erano usate largamente dalle classi istruite delle province della Siria e della Palestina. Allo stesso modo il copto, armeno, e georgiano erano parlate rispettivamente da Egiziani, Armeni e Georgiani. Successivamente contatti con nazioni estere resero lo slavo, il valacco e l'arabo delle lingue importanti per l'Impero.
Inoltre, poiché Costantinopoli era uno dei centri di commercio più importanti del Mediterraneo e non solo, molto probabilmente vi si parlavano tutte le lingue più diffuse nel mondo medioevale, persino il cinese. Solo quando l'Impero iniziò a declinare definitivamente, riuscì a raggiungere una maggiore omogeneità etnica e linguistica e il greco divenne parte integrante dell'identità collettiva dei suoi abitanti.
Se alla vigilia dell'espansione araba del VII secolo l'impero d'Oriente era ancora uno Stato estremamente composito, con Greci, Italiani, Valacchi (popolazione balcanica di lingua romanza), Armeni, Ebrei, Egizi, Siriani, Illiri, Traci, Slavi, dopo il 650 circa attenuò tale eterogeneità culturale, pur mantenendo sempre un carattere multietnico (si diceva che nella sua capitale si parlassero tutte le settantadue lingue del mondo). La civiltà greco-romana continuò a irradiare da alcuni centri che erano stati già culla dell'ellenismo, ma altri importanti poli culturali, come Antiochia e Alessandria d'Egitto, vennero definitivamente persi. Costantinopoli continuò a essere tuttavia, fino agli inizi del XIII secolo, il massimo emporio euroasiatico e la città di gran lunga più ricca e popolosa del suo tempo, custode dell'eredità culturale classica e orgogliosa di rappresentare un impero le cui istituzioni civili e i cui valori ideali informavano ancora di sé la storia dell'umanità.

### Eredità

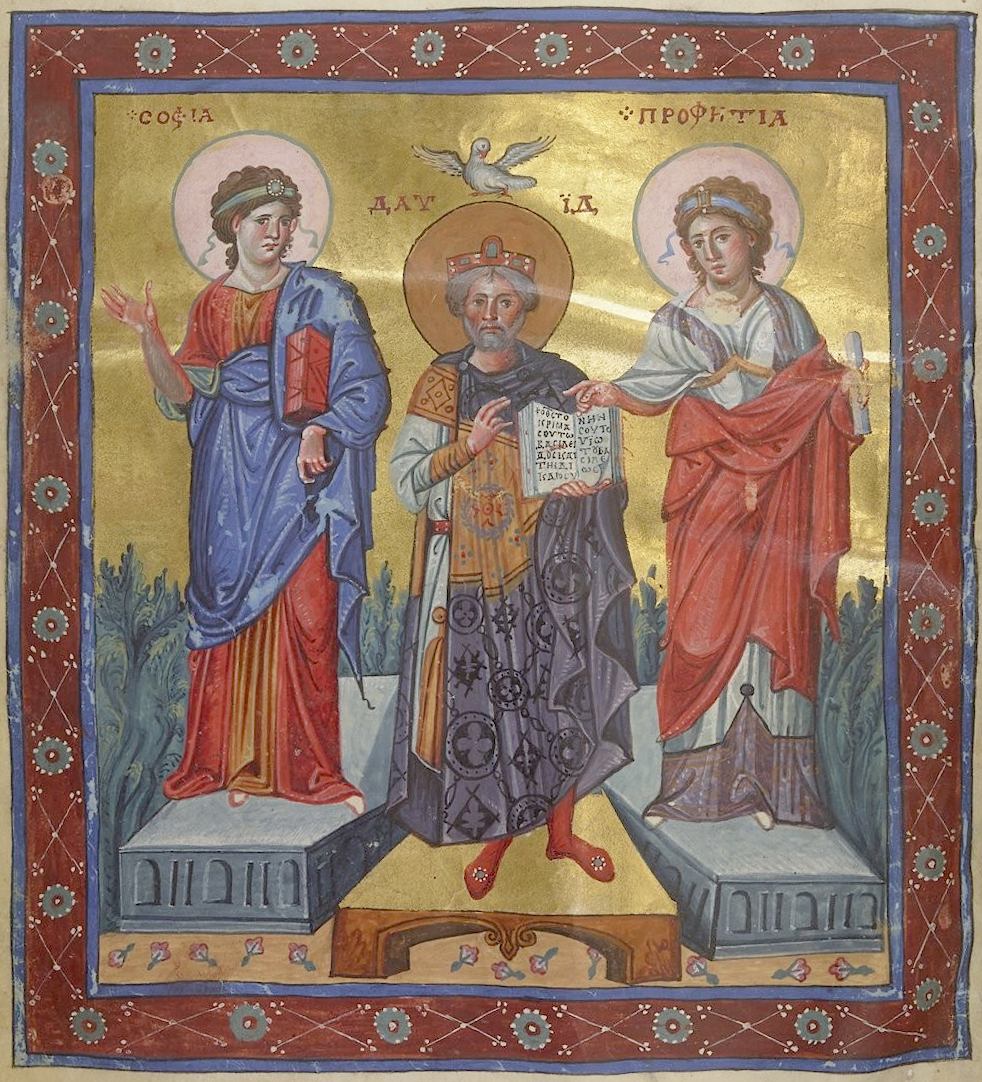
Re Davide vestito da imperatore bizantino. Miniatura tratta dal salterio di Parigi

In qualità di unico Stato stabile a lungo termine dell'Europa medioevale, Bisanzio isolò e protesse l'Europa occidentale da nuove emergenti forze provenienti dall'Oriente. Costantemente sotto attacco, separava l'Europa occidentale dai Persiani, Arabi, Turchi Selgiuchidi, e per un breve periodo, gli Ottomani. Le guerre arabo-bizantine, per esempio, potrebbero essere state, a dire di alcuni storici, un fattore chiave dietro l'ascesa di Carlo Magno, oltre a uno stimolo allo sviluppo del feudalesimo e all'autosufficienza economica.
Per secoli gli storici occidentali hanno utilizzato i termini bizantino e bizantinismo come sinonimi di decadenza, doppiezza e burocrazia complessa, e vi era da parte loro un giudizio molto negativo sulla civiltà bizantina e sui suoi influssi nell'Europa sud-orientale. Bizantinismo fu definito in generale come un insieme di idee religiose, politiche e filosofiche opposte a quelle dell'Occidente. Nel XX e nel XXI secolo, tuttavia, il carattere complesso della civiltà bizantina ha ricevuto, da parte degli storici occidentali, un'attenzione maggiore e un trattamento più obbiettivo che in precedenza con il risultato che la civiltà bizantina è stata rivalutata.
L'Impero bizantino giocò un ruolo importante nella trasmissione della conoscenza classica al mondo islamico. La sua influenza più duratura, comunque, rimane la sua Chiesa: il lavoro dei primi missionari bizantini diffuse la cristianità ortodossa tra le varie popolazioni slave, ed è ancora predominante tra queste e tra i greci. Le date di inizio e fine dell'indipendenza della capitale, 395 e 1453, vennero originariamente usate per definire i limiti temporali del Medioevo.
La vicenda dell'impero della città del Bosforo, lungi dall'essere un evento lontano e dimenticato, appare come importante chiave di lettura dell'attualità.
I membri della guardia presidenziale greca portano una gonna con quattrocento pieghe, simbolo dei quattrocento anni di sottomissione turca del territorio greco iniziati proprio con la caduta di Costantinopoli; l'entrata in Europa della Turchia, di cui fa parte tuttora Istanbul, è argomento di dibattito sui quotidiani; la frattura fra le chiese ortodosse e quella romana rimane una questione aperta e il Patriarca di Costantinopoli resta tuttora il "primo fra pari" della Chiesa ortodossa ed è riconosciuto come unico patriarca di Costantinopoli anche dalla Chiesa cattolica, come ai tempi dell'Impero, nonostante la difficile realtà delle antichissime comunità cristiane del Medio Oriente.
Se sommiamo l'esistenza dell'antico Impero romano (incluso l'Impero romano d'Occidente) con quella dell'Impero romano d'Oriente o Impero bizantino, l'intero Impero romano è esistito per 1480 anni. Il predecessore dell'Impero romano, la Repubblica romana, esistette per 482 anni, di conseguenza lo Stato romano, esclusa l'età regia, è durato 1962 anni, o circa cento generazioni. E se a questi aggiungiamo i 244 anni di esistenza della monarchia romana, il totale aumenta a 2206 anni.
Da considerare anche che potenze come la Repubblica di Venezia, lo Stato Pontificio, Napoli e Gaeta erano province bizantine che hanno ottenuto una certa autonomia (Venetikà e Ducato di Venezia, Esarcato d'Italia, Pentapoli bizantina, Ducato di Napoli, ecc).